# الفن في مصر القديمة

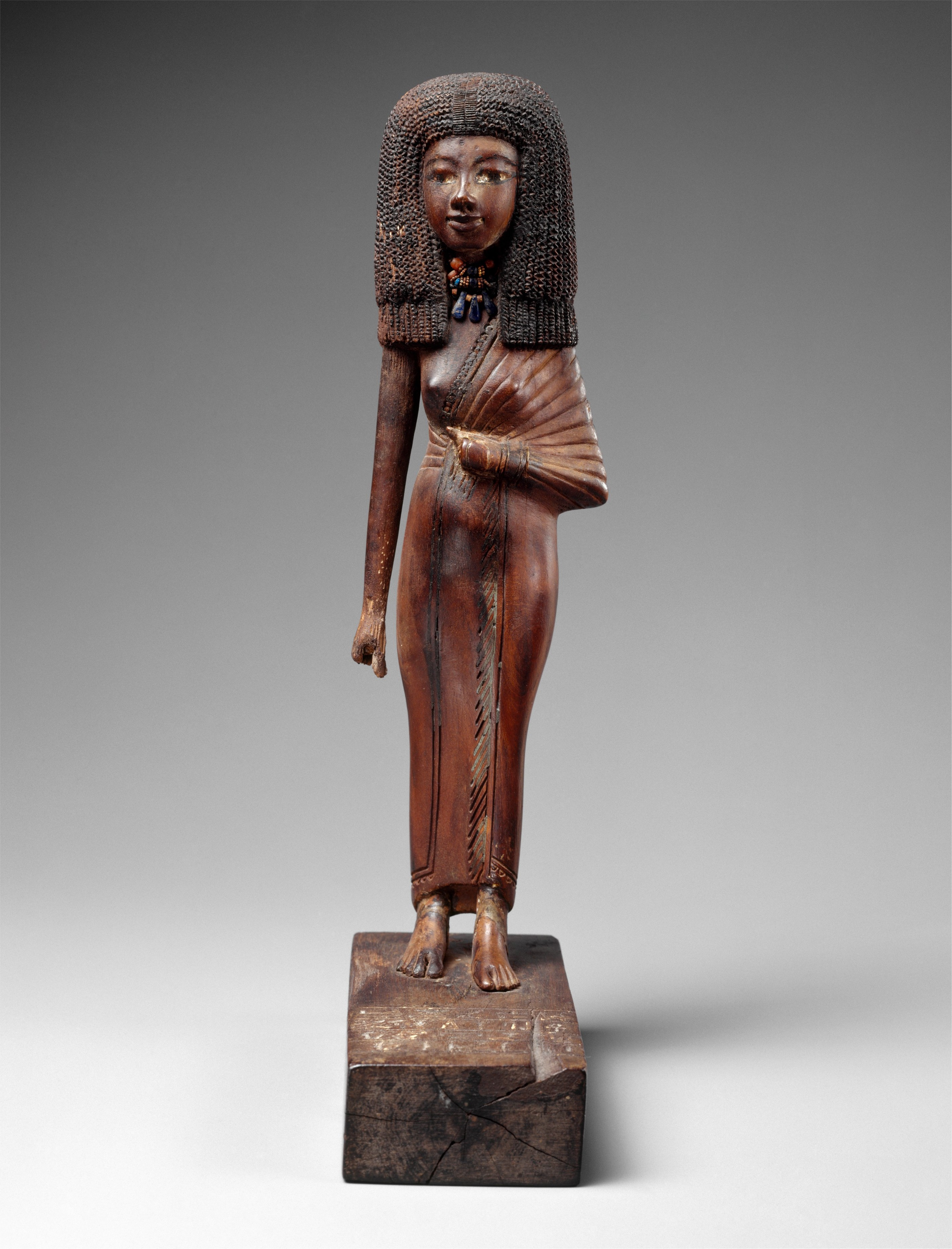
تمثال من الخشب المذهب لملكة تدعى تيا. عام 1390 قبل الميلاد.

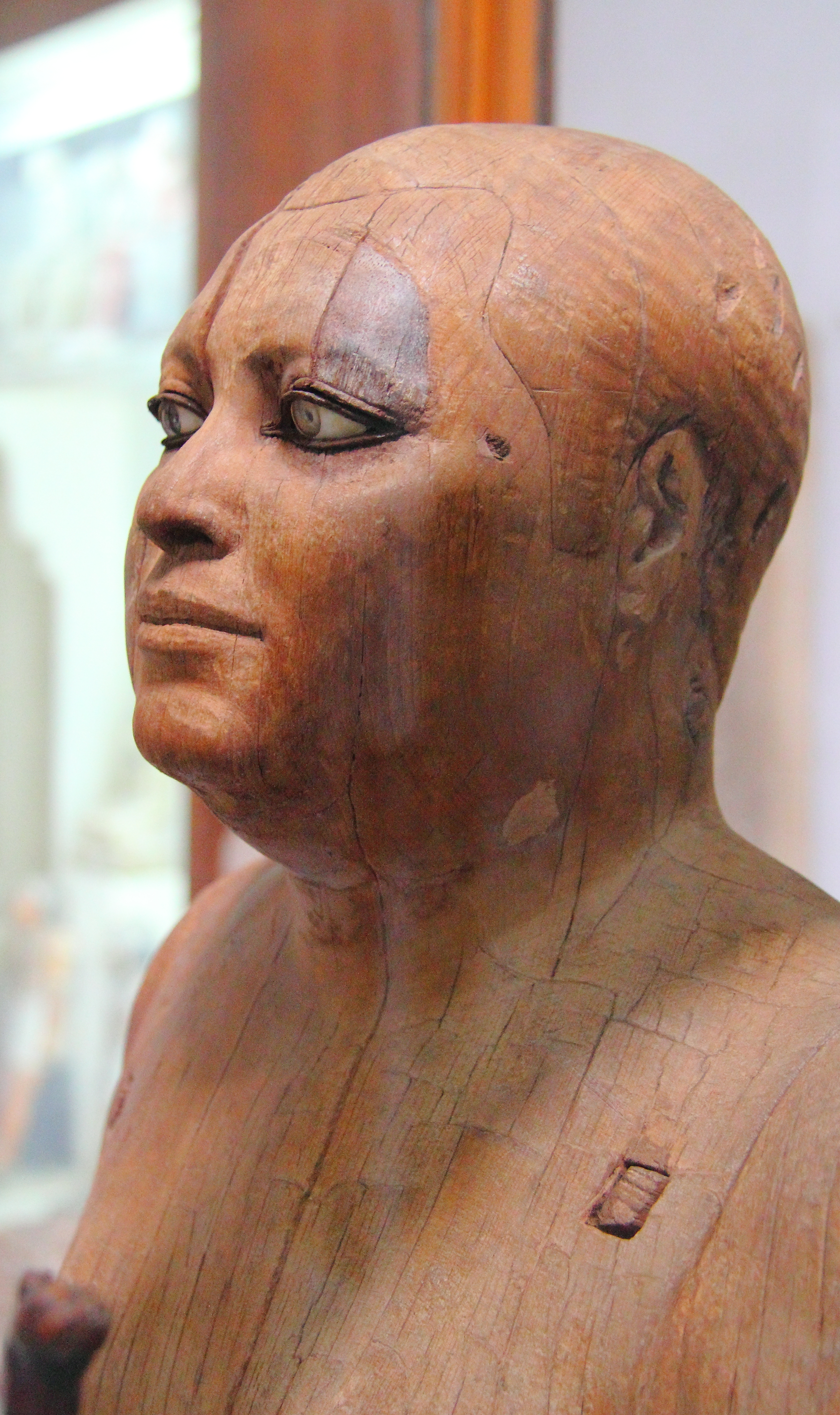
صورة مقربة من تمثال كابيرا الخشبي من عصر الأسرة الخامسة أو الرابعة من عصر الدولة القديمة في سقارة عام 2500 ق.م.

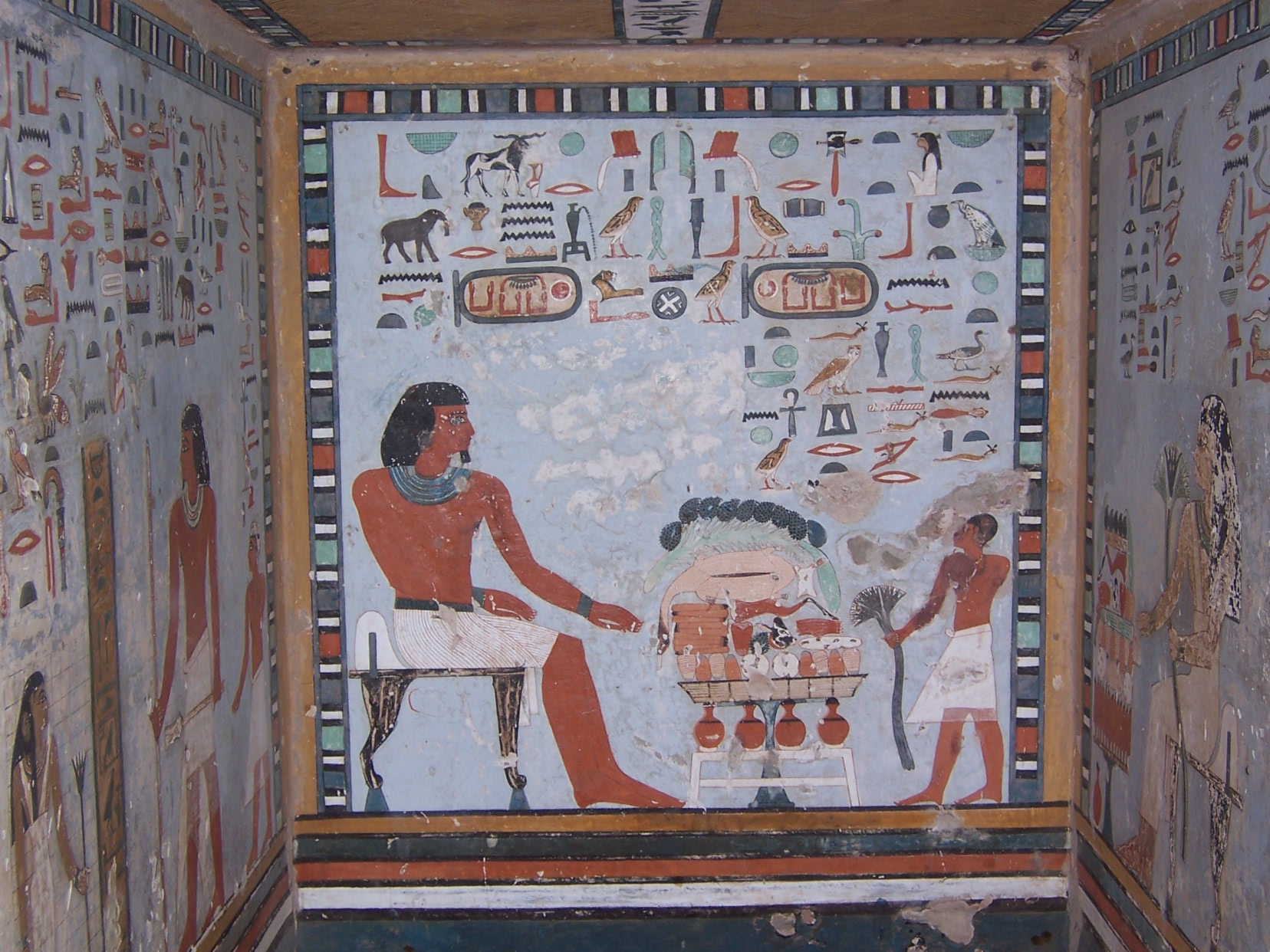
مقبرة سارنبوت الثاني.

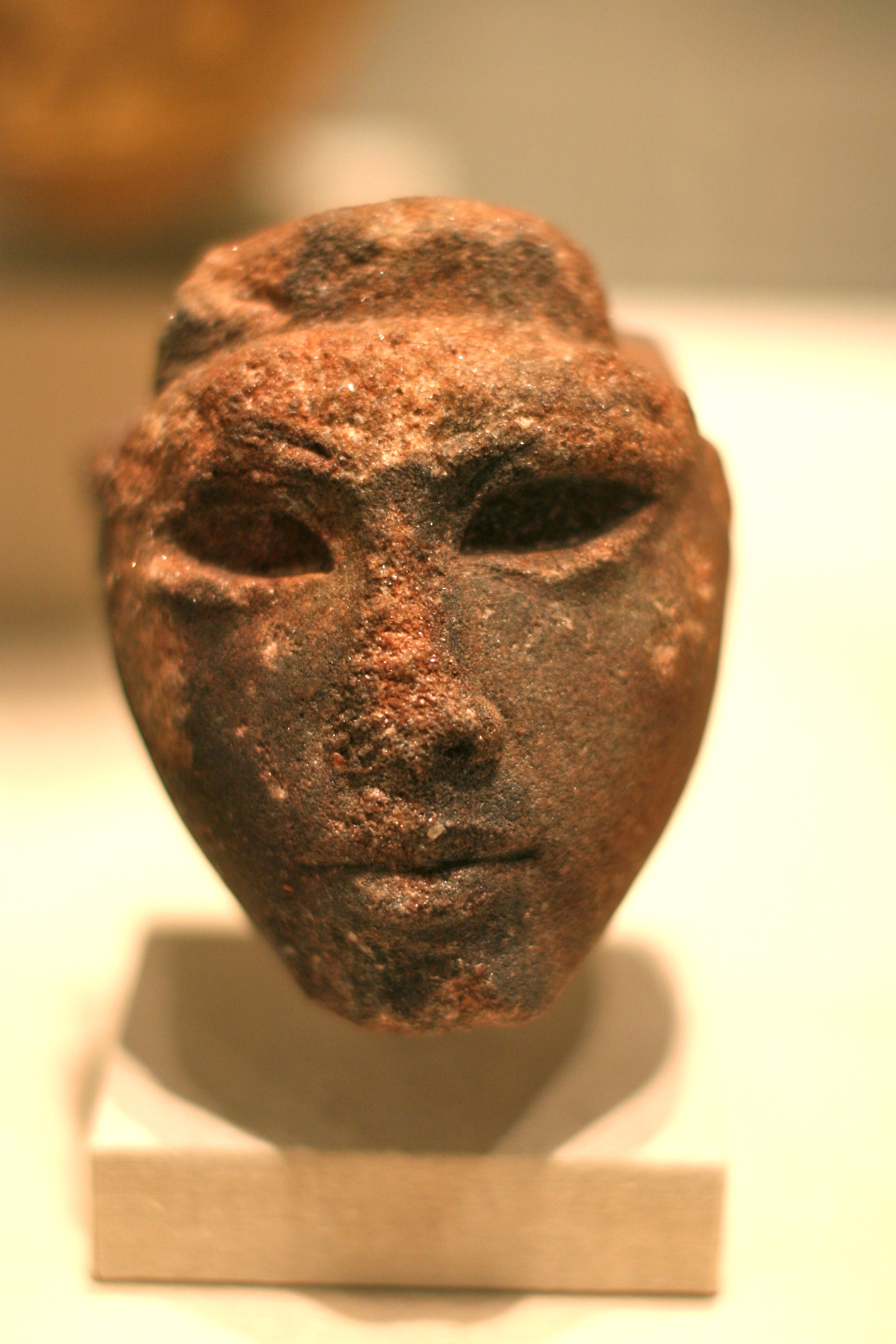
الملكة تيا (1352-1336) ق.م. من الحجر الرملي موجودة في متحف بروكلين.

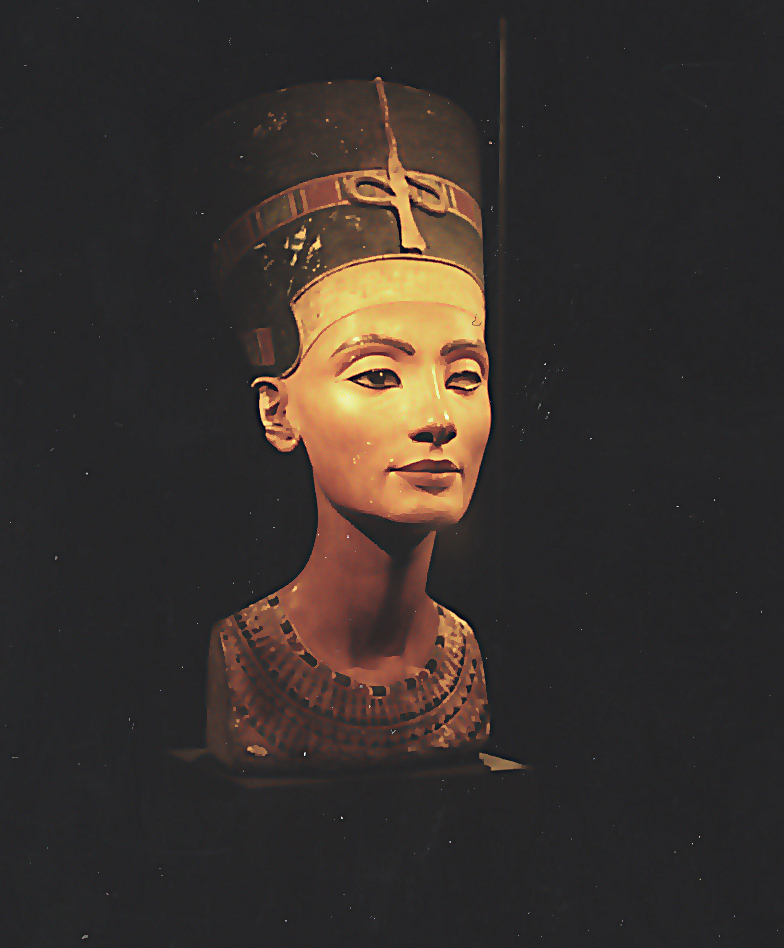
رأس الملكة نفرتيتى في ألمانيا.

الفن المصري القديم هو الرسم والنحت والعمارة وغيرها من الفنون التي تنتجها حضارة مصر القديمة في وادي النيل منذ حوالي 3000 قبل الميلاد إلى 30 بعد الميلاد. وصل الفن المصري القديم إلى مستوى عالٍ في الرسم والنحت وكان كلاهما منمقًا ورمزيًا للغاية. تغيرت الأنماط المصرية بشكل ملحوظ على مدى أكثر من ثلاثة آلاف سنة. الكثير من الفن الذي نجا من هذه العصور يأتي من المقابر والآثار والآن هناك تركيز على دراسة معتقدات الحياة بعد الموت عند المصريين القدماء والحفاظ على المعرفة من الماضي.
اشتمل الفن المصري القديم على لوحات ومنحوتات من الخشب والذي نادرًا ما يبقى على قيد الحياة والحجر والسيراميك ورسومات على ورق البردي والخزف والمجوهرات والعاج وغيرها من الوسائل الفنية ويعرض تمثيلاً واضحًا بشكل غير عادي للأنظمة الاجتماعية والاجتماعية الاقتصادية المصرية القديمة.

## نظرة عامة
يشتهر الفن المصري برموز شخصية مميزة تستخدم للشخصيات الرئيسية في كل من النقش والرسم مع أرجل واقفة والرأس يظهر كما يظهر من الجانب ولكن الجذع ينظر إليه من الأمام. ويظهر في وقت مبكر تميز الفن المصرى القديم مثل لوحة نارمر من الأسرة الأولى ولكن هناك كما هو الحال في مكان آخر لا تستخدم الرموز المعروفة لشخصيات صغيرة والتي تظهر وتشارك في بعض النشاط مثل الأسرى والموتى. الطرازات الأخرى تجعل تماثيل الذكور أغمق من الإناث. وتظهر تماثيل بورتريهات تقليدية جداً منذ عصر الأسرة الثانية قبل عام 2780 قبل الميلاد وباستثناء فن فترة الهيمنة في عصر اخناتون وبعض الفترات الأخرى. الملامح المثالية للحكام مثل غيرها من المواثيق الفنية المصرية ولكن تغيرت قليلا حتى بعد الغزو اليوناني.

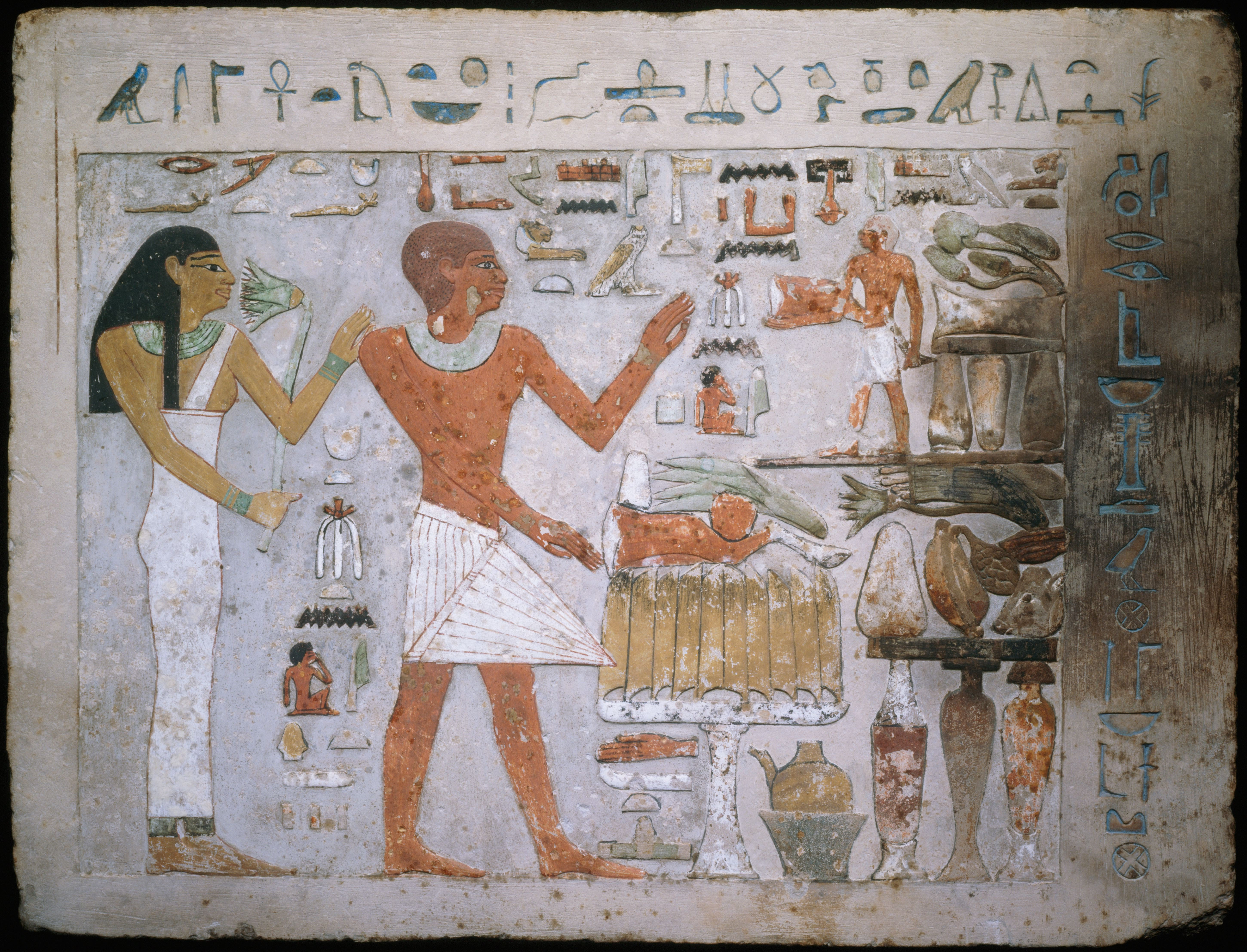
جزء من قبر امينميت وزوجته هيميت.

يستخدم الفن المصري نسبة هرمية حيث يشير حجم الأرقام إلى أهميتها النسبية. عادة ما تكون الآلهة أو الفرعون الإله أكبر من الشخصيات الأخرى وعادة ما تكون الشخصيات من كبار المسؤول وعلى أضيق نطاق تحتوى المقابر على عبيد أو فنانين أو حيوانات أو أشجار أو تفاصيل معمارية.

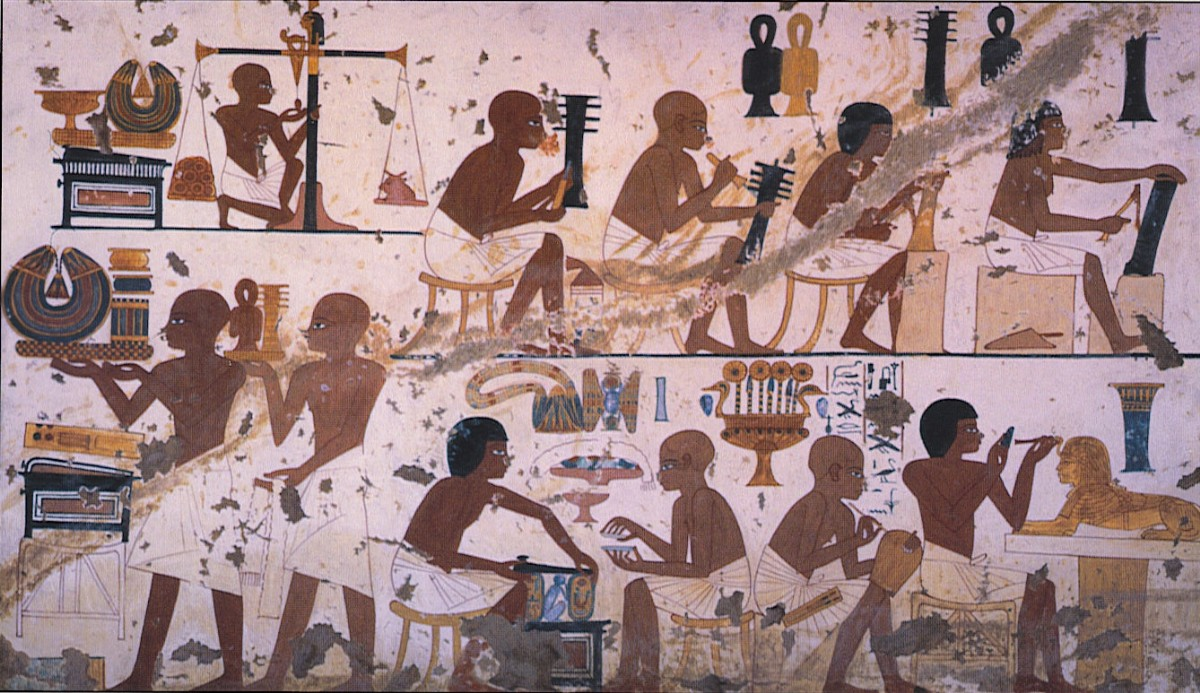
رسم للعاملين في الصناعات الحرفية في مصر القديمة.

يمكن ملاحظة الرمزية في جميع أنحاء الفن المصري ولعبت دوراً هاماً في ترسيخ شعور النظام. على سبيل المثال يمثل الملك الفرعون قوته للحفاظ على النظام. كانت الحيوانات أيضا رموز رمزية في الفن المصري. بعض الألوان كانت معبرة مثل الأزرق على سبيل المثال ويرمز للخصوبة والولادة ومياه النيل التي تعطي الحياة. وبالمثل فإن استخدام الأسود للشخصيات الملكية قد عبر عن خصوبة النيل الذي ولدت منه مصر. أشار الذهب إلى الألوهية بسبب مظهره غير الطبيعي وارتباطه بالمواد الثمينة. علاوة على ذلك كان المصريون القدماء ينظرون إلى الذهب على أنه «لحم الإله». كما كان يطلق على الفضة اسم «عظام الإله» ويشار إليها باسم «الذهب الأبيض».

## فن الرسم

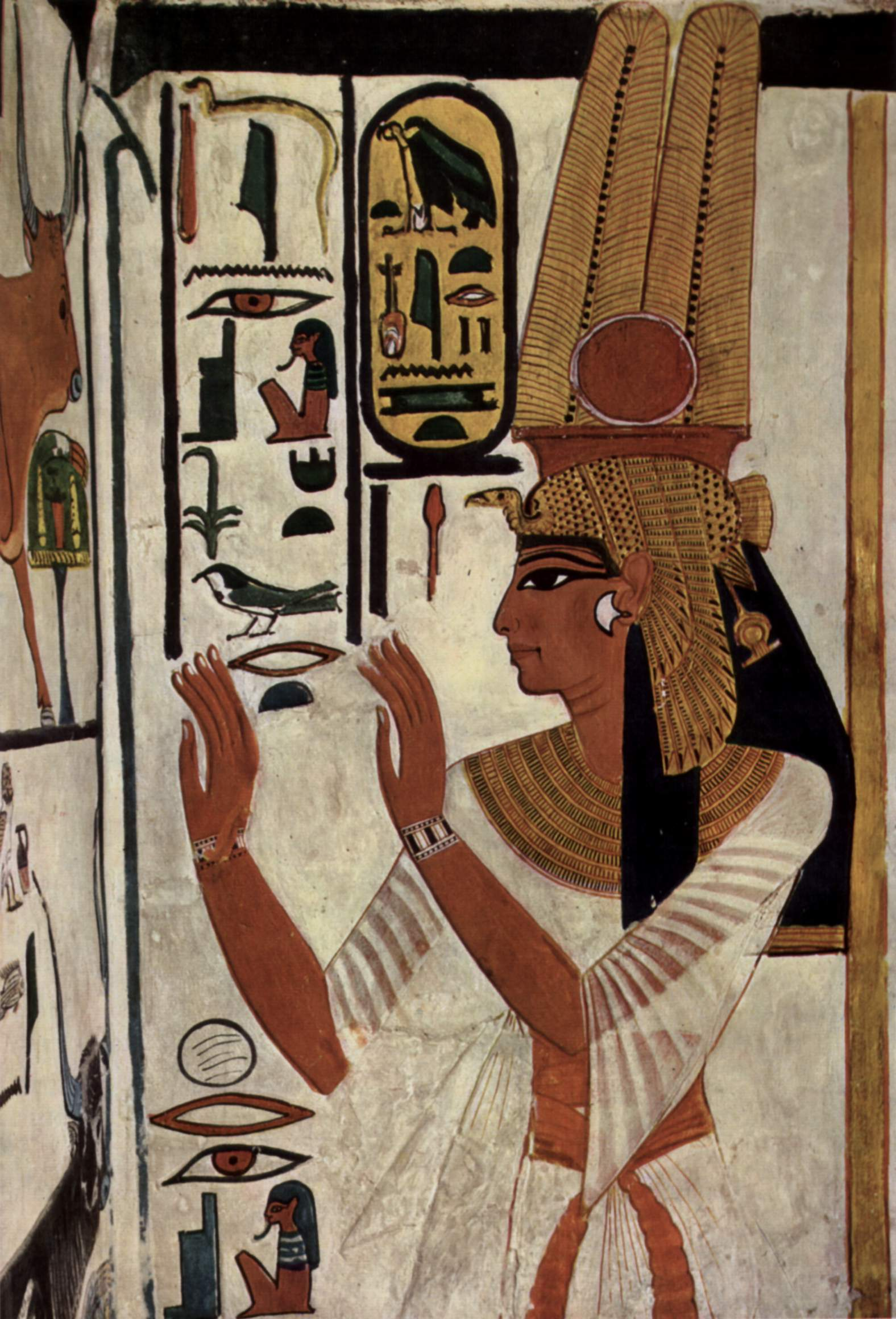
لوحة جدارية للملكة نفرتاري.

لم يتم رسم جميع النقوش المصرية، ولم يتم رسم سوى الأعمال الأقل شهرة في المقابر والمعابد والقصور على سطح مستوٍ. تم إعداد السطوح الحجرية بواسطة الكلس أو الحجر الجيرى أو إذا كانت ذات طبقة خشنة من جص الطين الخشن مع طبقة أكثر سلاسة في الأعلى وبعض الحجر الجيري الأدق يمكن أن يأخذ الطلاء مباشرة. كانت أصباغ معظمها معدنية وتم اختيارها لتحمل أشعة الشمس القوية دون أن تتلاشى. لا تزال وسيلة الربط المستخدمة في الدهان غير واضحة: فقد تم اقتراح طريقة تمبرا باستخدام صفار البيض والراتنجات. من الواضح أن التصوير الجصي الحقيقي التي تم رسمهه في طبقة رقيقة من الجص الرطب، لم تستخدم. بدلا من ذلك تم تطبيق الطلاء على الجص المجفف. بعد الطلاء عادة ما يتم استخدام الراتنج كطلاء واقيى من العوامل الجوية وقد نجت العديد من اللوحات مع بعض التعرض لعوامل التعرية بشكل جيد للغاية على الرغم من أن تلك الموجودة على الجدران المكشوفة نادرا ما يكون لها أهمية كبيرة. وكثيرا ما تم رسم الأشياء الصغيرة بما في ذلك التماثيل الخشبية باستخدام تقنيات مماثلة.
قد نجت العديد من اللوحات المصرية القديمة في المقابر وفي بعض الأحيان في المعابد بسبب مناخ مصر الجاف للغاية. وغالبا ما كانت ترسم اللوحات بقصد جعل الحياة الآخرة سارة للمتوفى. وشملت المواضيع رحلة عبر العالم الآخر أو الآلهة القائمين على إدخال المتوفى إلى آلهة العالم السفلي (مثل أوزوريس). وتظهر بعض لوحات المقابر الأنشطة التي شارك فيها المتوفى عندما كان على قيد الحياة وكانوا يرغبون في الاستمرار في العمل إلى الأبد.
في المملكة المصرية الحديثة وما بعدها دفن كتاب الموتى مع الشخص المتوفى. وكان يعتبر مهمًا لمقدمة الحياة الآخرة.
رسمت اللوحات المصرية بطريقة لإظهار منظر جانبي ورؤية جانبية للحيوان أو الشخص في نفس الوقت. على سبيل المثال تعرض اللوحة إلى اليمين الرأس والجسم من عرض أمامي. كانت ألوانهم الرئيسية هي الأحمر والأزرق والأخضر والذهبي والأسود والأصفر.
اللوحات التي تعرض مشاهد الصيد وصيد الأسماك يمكن أن يكون لها خلفيات حية قريبة من المناظر الطبيعية من القصب والماء، ولكن بشكل عام لم تتطور اللوحة المصرية إلى إحساس بالعمق، ولم يتم العثور على أي مناظر طبيعية ولا إحساس بمنظور بصري وكانت أهمية الحجم بدلاً من العمق.

## فن النحت

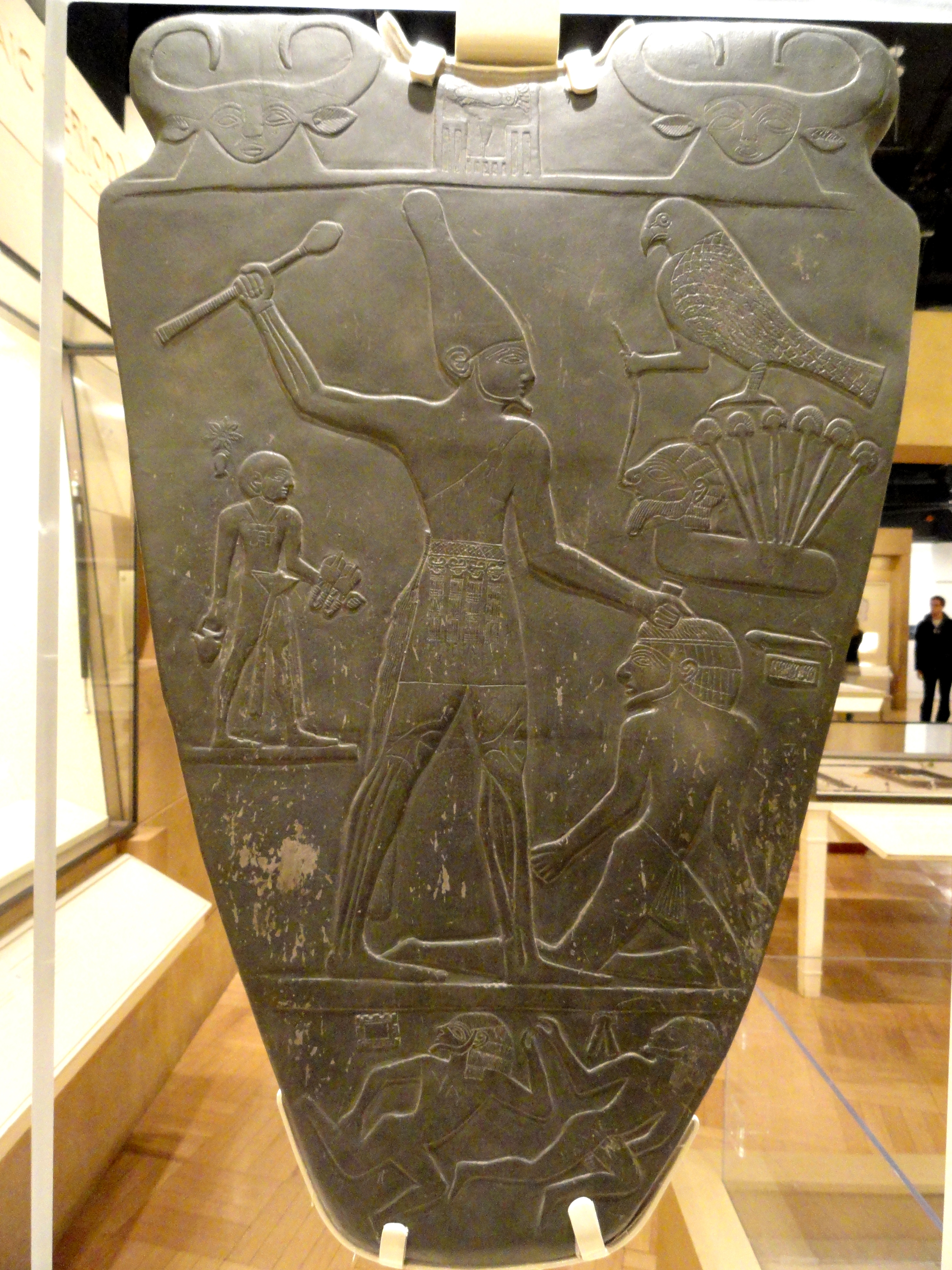
صورة طبق الأصل من لوحة نارمر عام 3100 قبل الميلاد.

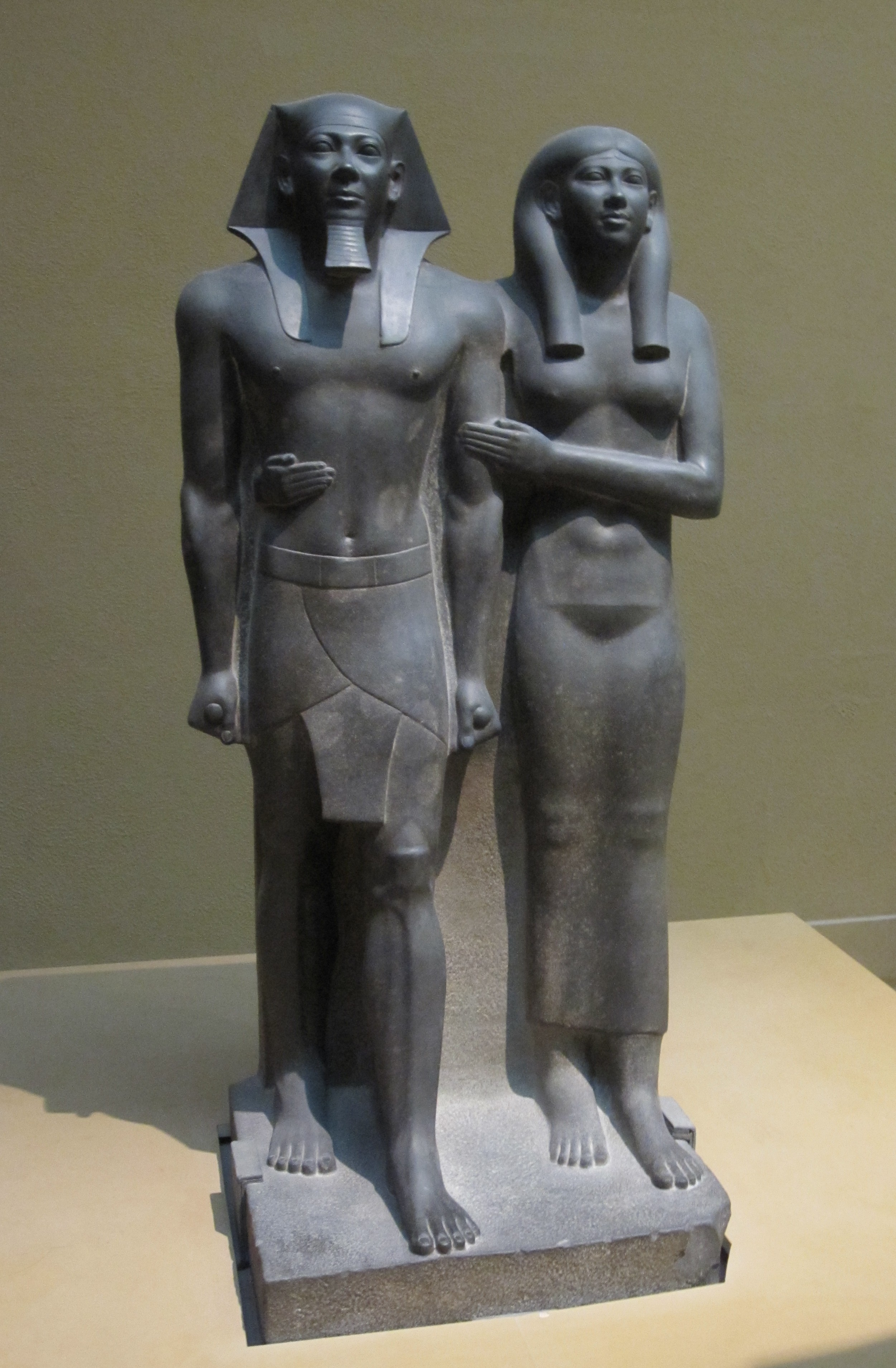
الملك منقرع والملكة من الأسرة الرابعة (2490 - 2472 ق.م).

نحت التماثيل الضخمة والمعابد ومقابر مصر القديمة مشهور عالمياً لكن الأعمال الصغيرة المكررة والحساسة توجد بأعداد أكبر بكثير. استخدم المصريون تقنية إزالة غروب الشمس والتي تعتبر أفضل في ضوء الشمس للخطوط العريضة والأشكال التي ينبغي التأكيد عليها من خلال الظلال. كانت الحالة المميزة للتماثيل الدائمة التي تواجه الأمام بقدم واحدة أمام الأخرى مفيدة لتوازن وقوة القطعة المنحوتة. استُخدمت هذه الطريقة المنفردة في وقت مبكر من تاريخ الفن المصري ولفترة في العصرالبطلمي على الرغم من أن تماثيل الجلوس كانت شائعة بشكل خاص أيضًا.

كان ينظر دائما إلى الفراعنة المصريين كآلهة ولكن الآلهة الأخرى كانت أقل شيوعا في التماثيل الكبيرة إلا عندما يمثلون الفرعون كآلهة أخرى. ومع ذلك فإن الآلهة الأخرى تظهر بشكل متكرر في اللوحات والنقوش. يعرض الصف المشهور لأربعة تماثيل ضخمة خارج المعبد الرئيسي في أبو سمبل رمسيس الثاني وهو مخطط نموذجي على الرغم من وجوده هنا بشكل استثنائي. معظم التماثيل الأكبر حجماً تنجو من المعابد المصرية أو المقابر. تم بناء التماثيل الضخمة لتمثيل الآلهة والفراعنة وملكاتهم وعادة للمناطق المفتوحة داخل أو خارج المعابد. لم يتكرر أبداً تمثال أبي الهول العظيم الكبير في الجيزة ولكن الشوارع المليئة بالتماثيل الكبيرة جداً بما في ذلك تماثيل أبي الهول والحيوانات الأخرى تشكل جزءًا من العديد من مجمعات المعابد. كانت أكثر صورة عبادة مقدسة للإله في المعبد الذي يعقد عادة في ناووس في شكل قارب صغير أو باركيه صغير يحمل صورة للإله ويبدو أنه عادة ما يكون في معادن ثمينة - ولكن لم ينج أحد منها. 
من قبل الأسرة الرابعة (2680-2565 قبل الميلاد) على أبعد تقدير تم تأسيس فكرة تمثال كا بقوة. ولدينا عدد لا بأس به من التماثيل الأقل تقليدية للمسؤولين الميسورين وزوجاتهم، والكثير منهم في الخشب حيث أن مصر هي واحدة من الأماكن القليلة في العالم حيث يسمح المناخ للخشب للبقاء على قيد الحياة على مدى آلاف السنين. على الرغم من أن المدى الذي توجد فيه البورتريه الحقيقي في مصر القديمة ما زال محل نقاش.كما احتوت المقابر المبكرة على نماذج صغيرة من العبيد والحيوانات والمباني والأشياء مثل القوارب الضرورية للمتوفى لمواصلة أسلوب حياته في العالم الآخر. ومع ذلك فقد فقدت الغالبية العظمى من المنحوتات الخشبية بسبب التآكل أو ربما استخدمت كوقود. واستخدمت تماثيل صغيرة من الآلهة أو شخصياتهم الحيوانية وكانت شائعة جدا ووجدت في المواد الشعبية مثل الفخار. كان هناك أيضا أعداد كبيرة من الأشياء الصغيرة المنحوتة من شخصيات الآلهة إلى الألعاب والأواني المنحوتة. يستخدم المرمر غالباً في صنع هذه المنحوتات وكان الخشب المطلي هو المادة الأكثر شيوعًا والطبيعية بالنسبة للنماذج الصغيرة من الحيوانات والعبيد والممتلكات الموضوعة في المقابر لتوفير الحياة الآخرة.
تم اتباع قواعد صارمة للغاية أثناء صنع التماثيل وقواعد محددة تحكم مظهر كل إله المصري. على سبيل المثال كان إله السماء (حورس) في الأساس يتم تمثيله برأس الصقر وكان إله مراسم الجنازة (أنوبيس) يظهر دائماً برأس ابن آوى. تم تصنيف الأعمال الفنية وفقًا لامتثالها لهذه القواعد واتبعت القواعد بدقة شديدة لدرجة أنه على مدار أكثر من ثلاثة آلاف عام تغير مظهر التماثيل قليلاً جدًا. كان الهدف من هذه القواعد هو نقل الجودة الخفية وغير المسبوقة عبر الأجيال المختلفة من الفنانين.

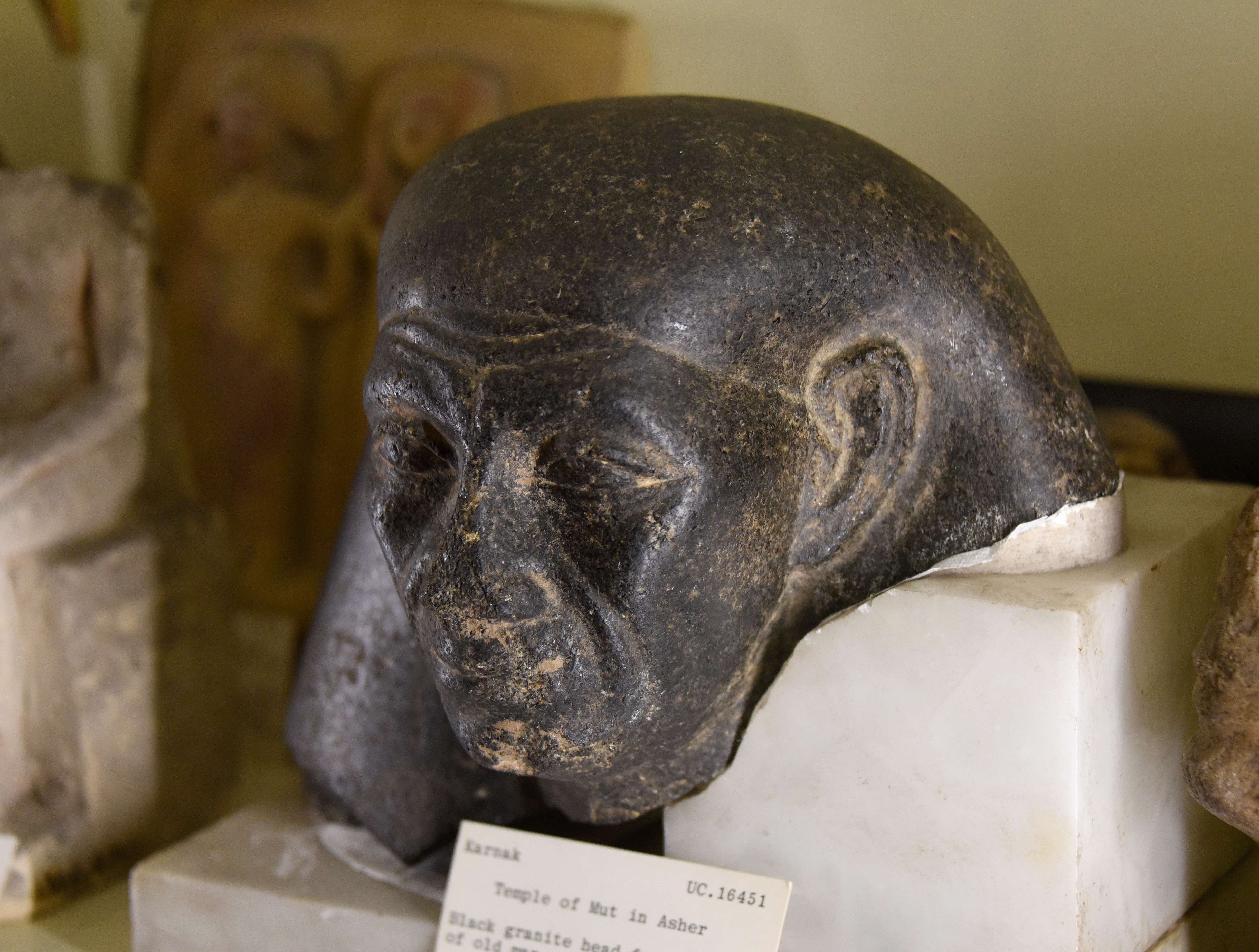
رأس تمثال لرجل عجوز يدعى منتومحات ربما ينتمي إلى الأسرة الخامسة والعشرين.

كان التمثال المشترك في النحت المصري القديم هو التمثيل بين الرجال والنساء. وكثيرا ما كانت المرأة ممثلة في شكل مثالي في مرحلة الشباب وجميلة ونادرا ما يظهر في كبيرات السن قديما. بينما كان يظهر الرجال في أي من اتجاهين. إما بطريقة مثالية أو في تصوير أكثر واقعية. وغالباً ما تُظهر منحوتات الرجال الذين تتراوح أعمارهم في مرحلة الشباب حيث أن تجديد الشيخوخة كان شيئًا إيجابيًا بالنسبة لهم فالنساء يظهرن على أنهن شابات دائمًا.

## الفخار والخزف والزجاج

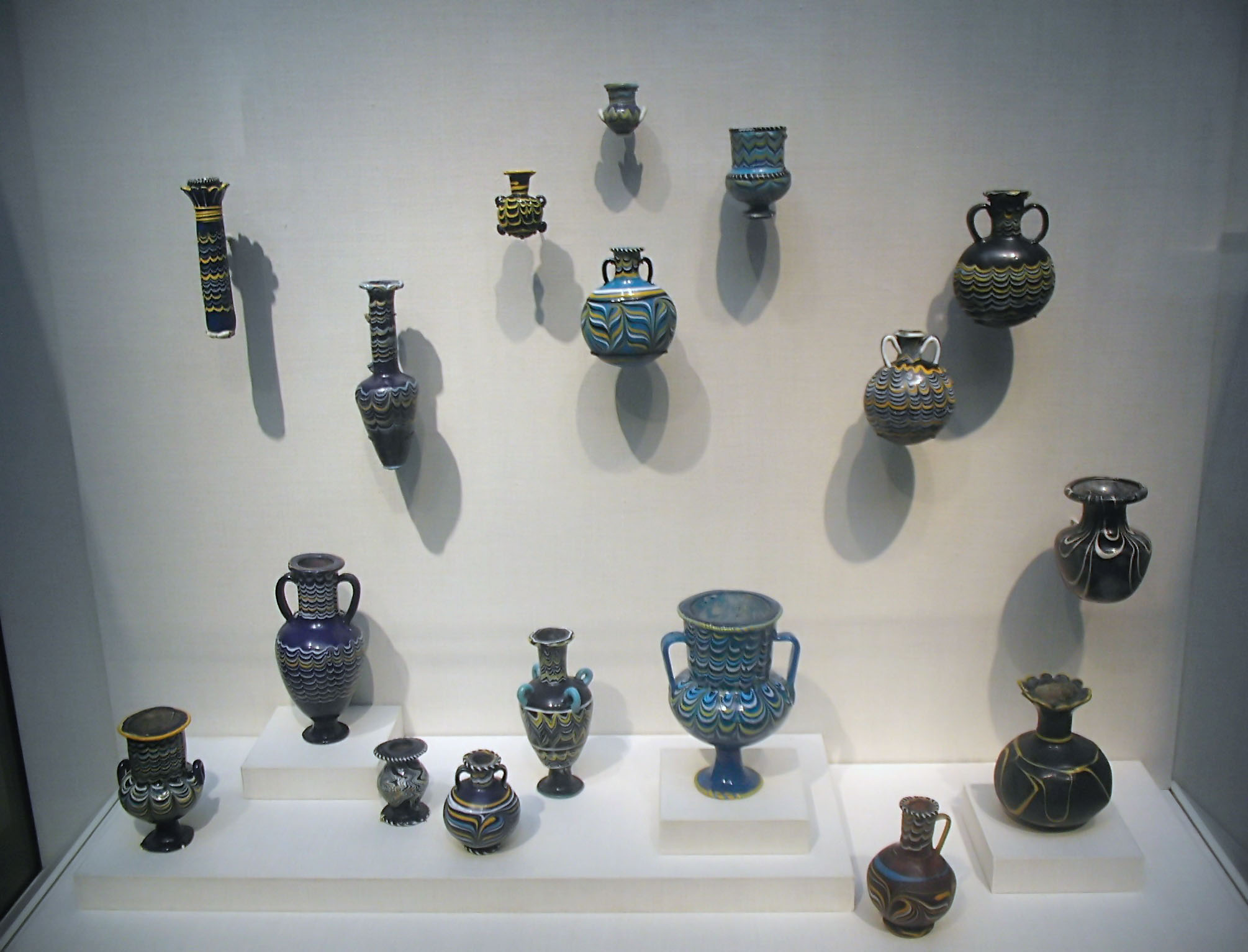
المصنوعات الزجاجية المصرية الصغيرة من عصر الدولة الحديثة.

الفاينس المصنوع من السيليكا والذي تم العثور عليه على شكل كوارتز في الرمل والجير والنطرون تم إنتاج قطع صغيرة ورخيصة وجذابة نسبياً في مجموعة متنوعة من الألوان وكانت تستخدم لمجموعة متنوعة من أنواع الأشياء بما في ذلك المجوهرات. يعود الزجاج المصري القديم إلى التاريخ المصري المبكر ولكنه كان في البداية مادة فاخرة للغاية. في فترات لاحقة أصبح شائعا وكثيرا ما وجدت جرار صغيرة مزينة بدرجة عالية للعطور والسوائل الأخرى كسلع خطيرة.
استخدم المصريون القدماء االفخار (بعض الأنواع كانت تسمى الحجر الأملس) ونحت قطع صغيرة من المزهريات والتمائم وصور الآلهة والحيوانات والعديد من الأشياء الأخرى. كما اكتشف الفنانون المصريون القدماء فن تغطية الفخار بالمينا. كما تم تغطيتها بالمينا على بعض الأعمال الحجرية. كان اللون الأزرق المستخدم لأول مرة في أحجار اللازورد المستوردة باهظة الثمن للغاية يحظى بتقدير كبير في مصر القديمة وكان الصبغ باللون الأزرق المصري يستخدم على نطاق واسع في تلوين مجموعة متنوعة من المواد.

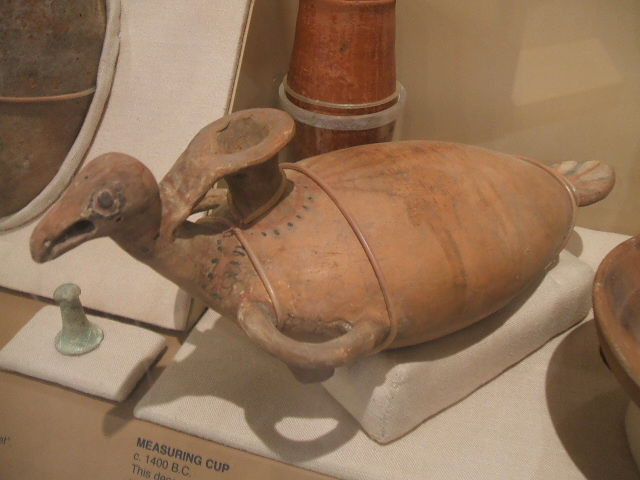
الفخار من المملكة الحديثة 1400 قبل الميلاد.

تم إيداع أنواع مختلفة من المواد الفخارية في مقابر الموتى. وضع في بعض الأصناف الفخارية أجزاء داخلية من الجسم مثل الرئتين والكبد والأمعاء والتي أزيلت قبل التحنيط. كما تم إيداع عدد كبير من الأجسام الصغيرة في فخار المينا مع الموتى. كان من المعتاد وضع أقماع كغطاء للفخار التي يتراوح طولها بين ستة وعشرة إنشات والتي كانت عليها أساطير منقوشة أو معبرة تتعلق بالساكنين الموتى في المقابر. وعادةً ما تحتوي هذه الأقماع على أسماء المتوفين وألقابهم التي كانوا يحملونها وبعض التعبيرات المناسبة لأغراض الجنازة.

## الفن المعماري

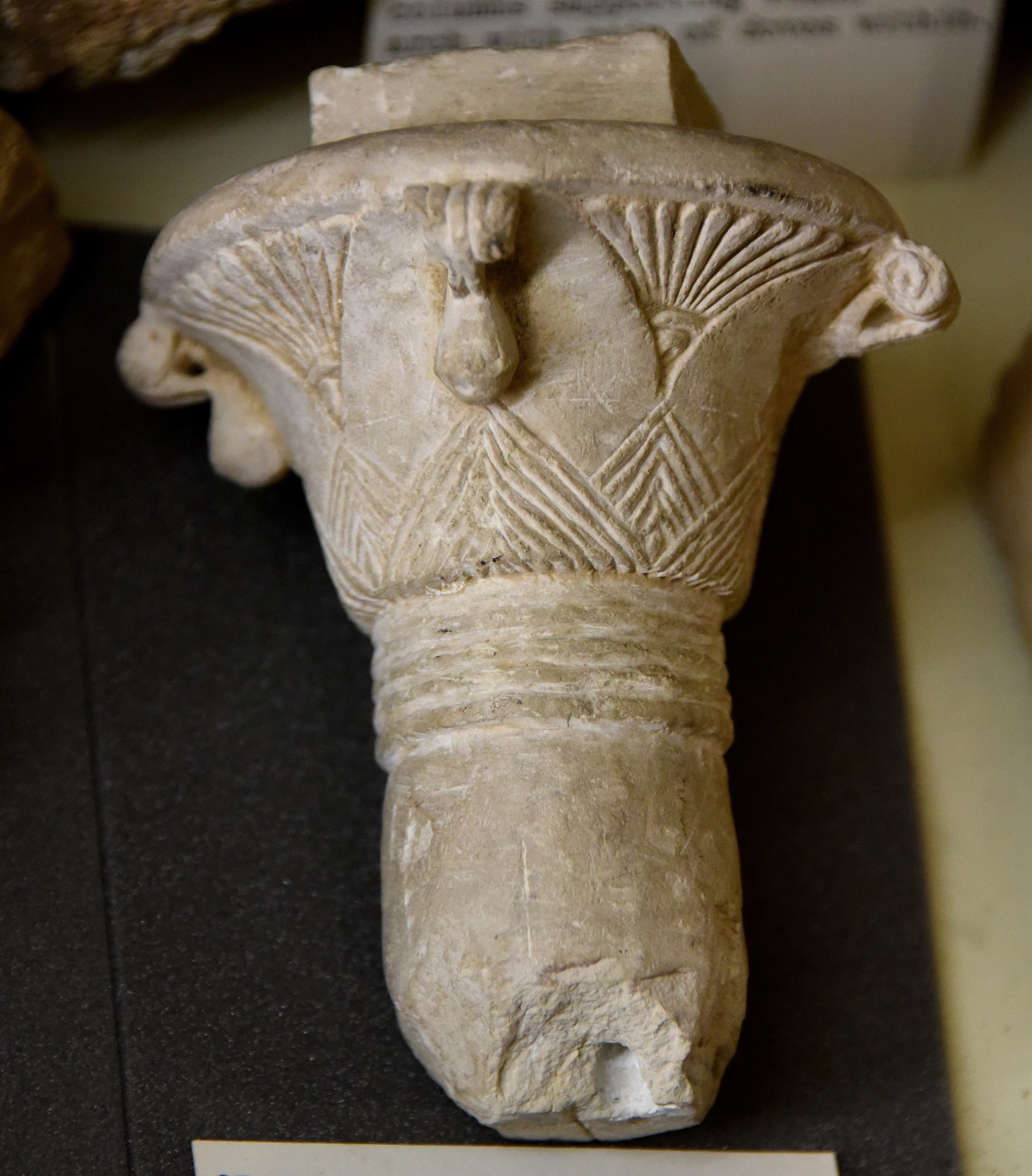
نموذج من الحجر الجيري يعود لعصر الفترة الرومانية في مصر موجود في متحف بيتري للآثار المصرية في مدينة لندن.

استخدم المهندسون المعماريون المصريون الطوب المصنوع من أشعة الشمس والجافة والحجر الرملي الناعم والحجر الجيري والجرانيت. خطط المهندسون المعماريون بعناية كل أعمالهم. كان يجب أن تتناسب الحجارة معًا تمامًا نظرًا لعدم وجود الطين أو الطوب عند إنشاء الأهرامات تم استخدام المنحدرات للسماح للعمال بالتقدم مع ارتفاع البناء. عندما كان يتم الانتهاء من الجزء العلوي من هيكل البناء يقوم البنائين بإزالة الرمال أعلى إلى أسفل. الجدران الخارجية للهياكل مثل الأهرامات تحتوي على عدد قليل من الفتحات الصغيرة. تم استخدام المنحوتات الهيروغليفية والمصورة بألوان زاهية لتزيين الهياكل المصرية بما في ذلك العديد من الأشكال مثل الجعران والخنفساء المقدسة والقرص الشمسي والنسر.

## فترة العمارنة

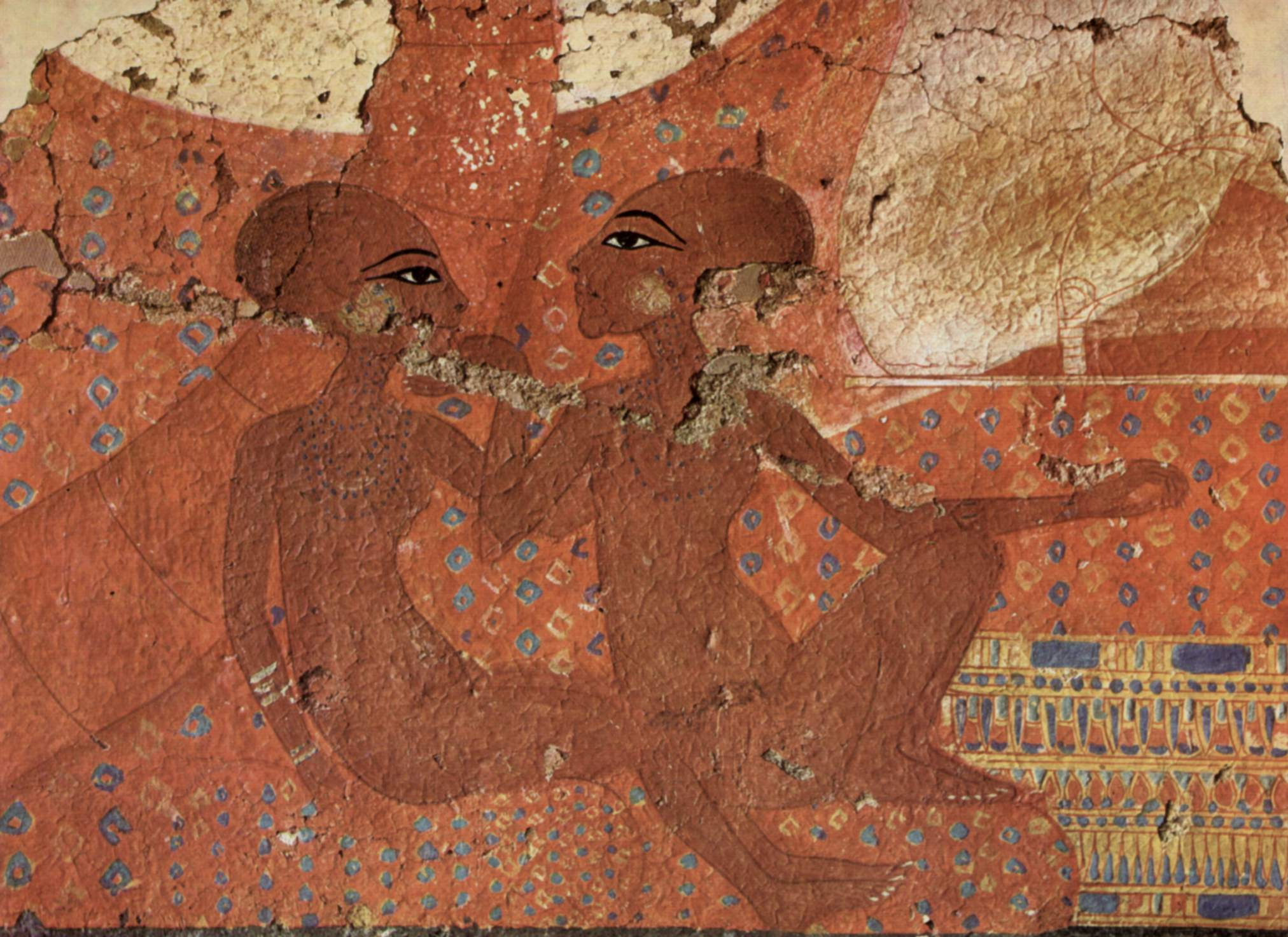
لوحة جدارية لابنتان للملك إخناتون 1375-1358 قبل الميلاد.

كانت فترة العمارنة والسنوات التي سبقت انتقال الفرعون إخناتون إلى العاصمة تل العمارنة في أواخر عهد الأسرة الثامنة عشرة تشكل أكثر الانقطاعات حدة لاستمرارية الأسلوب في المملكتين القديمة والحديثة. يتميز الفن العمارني باختلاف وتميز من الحركة والنشاط في الصور مع أرقام أثارت رؤساء العديد من الشخصيات المتداخلة والعديد من المشاهد الكاملة والمزدحمة. وبما أن الدين الجديد كان عبارة عن عبادة توحيدية للشمس فإن الذبائح والعبادة كانت تُجرى على ما يبدو في أفنية مفتوحة واستخدمت الزخرفة الغائرة بشكل واسع في هذه الأفنية.
يصور جسم الإنسان بشكل مختلف في أسلوب العمارنة عن الفن المصري بشكل عام. على سبيل المثال العديد من صور جسم أخناتون تمنحه صفات أنثوية مميزة مثل الوركين الكبيرين والثديين البارزين والمعدة الكبيرة والفخذين وهذا هو اختلاف عن الفن المصري السابق الذي يظهر الرجال بأجساد محفورة تماماً.
لم تنج العديد من المباني من هذه الفترة من الخراب الذي أحدثه الملوك فيما بعد، جزئياً حيث تم بناؤها في الخارج وكانت هذه المبانى عبارة عن كتل ذات أحجام قياسية والتي كانت سهلة للغاية في إزالتها وإعادة استخدامها. اتبع في بناء المعابد في العمارنة هذا الاتجاه وحتى المعابد المصرية التقليدية والتي كانت مفتوحة دون سقوف ولم يكن لديها أبواب إغلاق. بعد وفاة إخناتون عاد الفنانون إلى أساليبهم القديمة. لا تزال هناك آثار لأسلوب هذه الفترة في الفن اللاحق ولكن في معظم النواحي استأنف الفن المصري مثل الدين المصري خصائصه المعتادة بعد وفاة إخناتون كما لو أن الفترة لم تحدث قط. تم التخلي عن العمارنة نفسها وذهبت مشاكل كبيرة من هذا العصر في تحطيم آثار هذا العهد بما في ذلك عدم تجميع المباني وإعادة استخدام الكتل مع زخرفتها التي تواجه الداخل كما تم اكتشافه مؤخرا في مبنى لاحق.

## العصر المتأخر

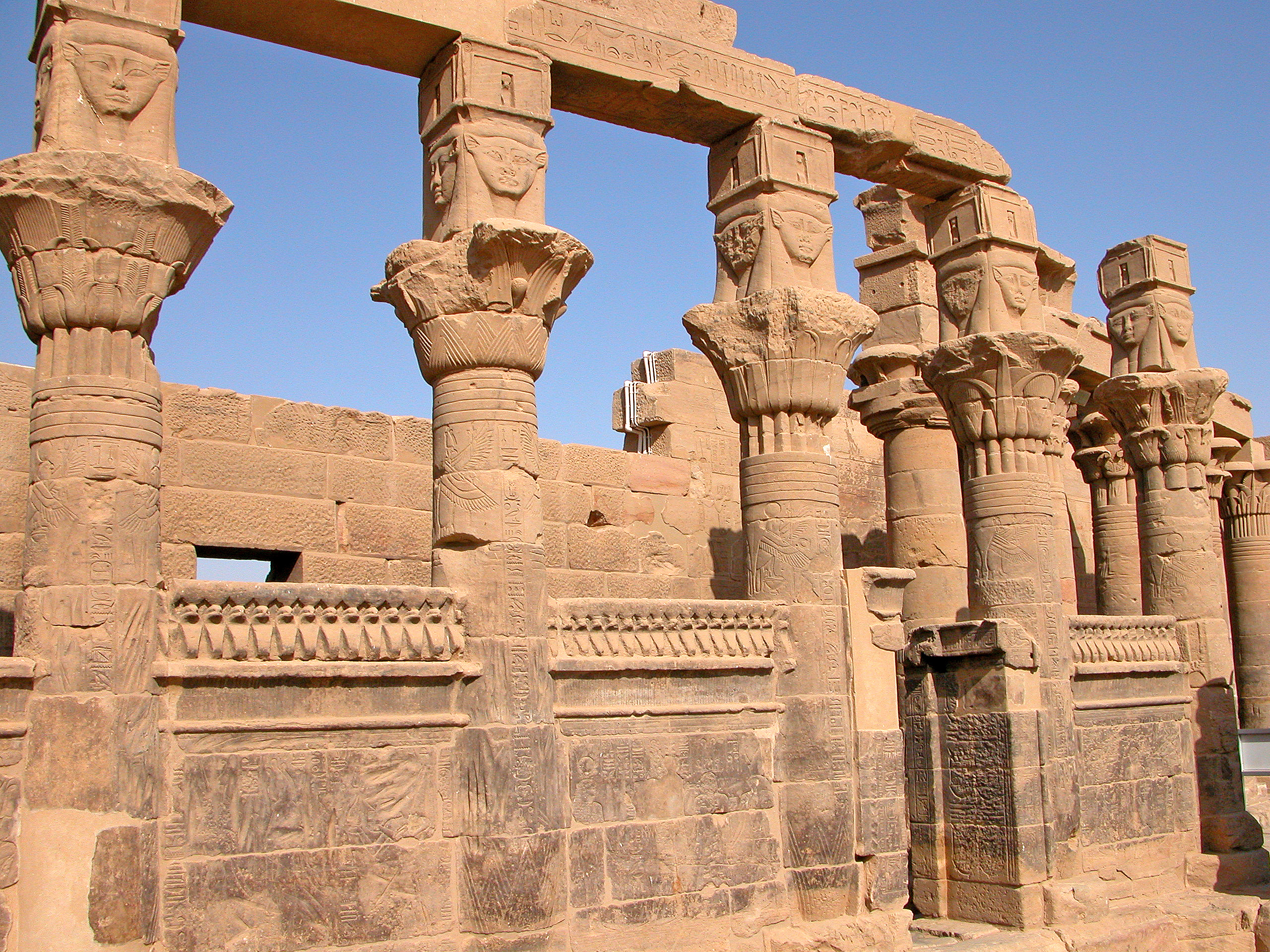
معبد فيلة.

في عام 525 قبل الميلاد استولى الفرس على الدولة السياسية في مصر فيما يقرب من قرن ونصف في العصر المصري المتأخر. بحلول عام 404 قبل الميلاد طُرد الفرس من مصر في فترة قصيرة من الاستقلال. بعد هذه الفترة بحوالى 60 سنة من الحكم المصري تألفت من وفرة من الثورات والفتن والعهود القصيرة. مرة أخرى أصيب المصريون بالفرس عندما غزوا مصر مرة أخرى حتى عام 332 قبل الميلاد مع وصول الإسكندر الأكبر. تقول المصادر أنه عندما دخل الإسكندر الأكبر العاصمة أنه أسس عاصمة جديدة أطبق عليها الاسكندرية منذ أن طرد الفارسيين الذين لا يحبونهم. تتميز الفترة المتأخرة بموت الإسكندر الأكبر وبداية عهد الأسرة البطلمية. على الرغم من أن هذه الفترة تمثل اضطرابًا سياسيًا وتغييرًا هائلاً لمصر إلا أن فنها وثقافتها استمرت في الازدهار.

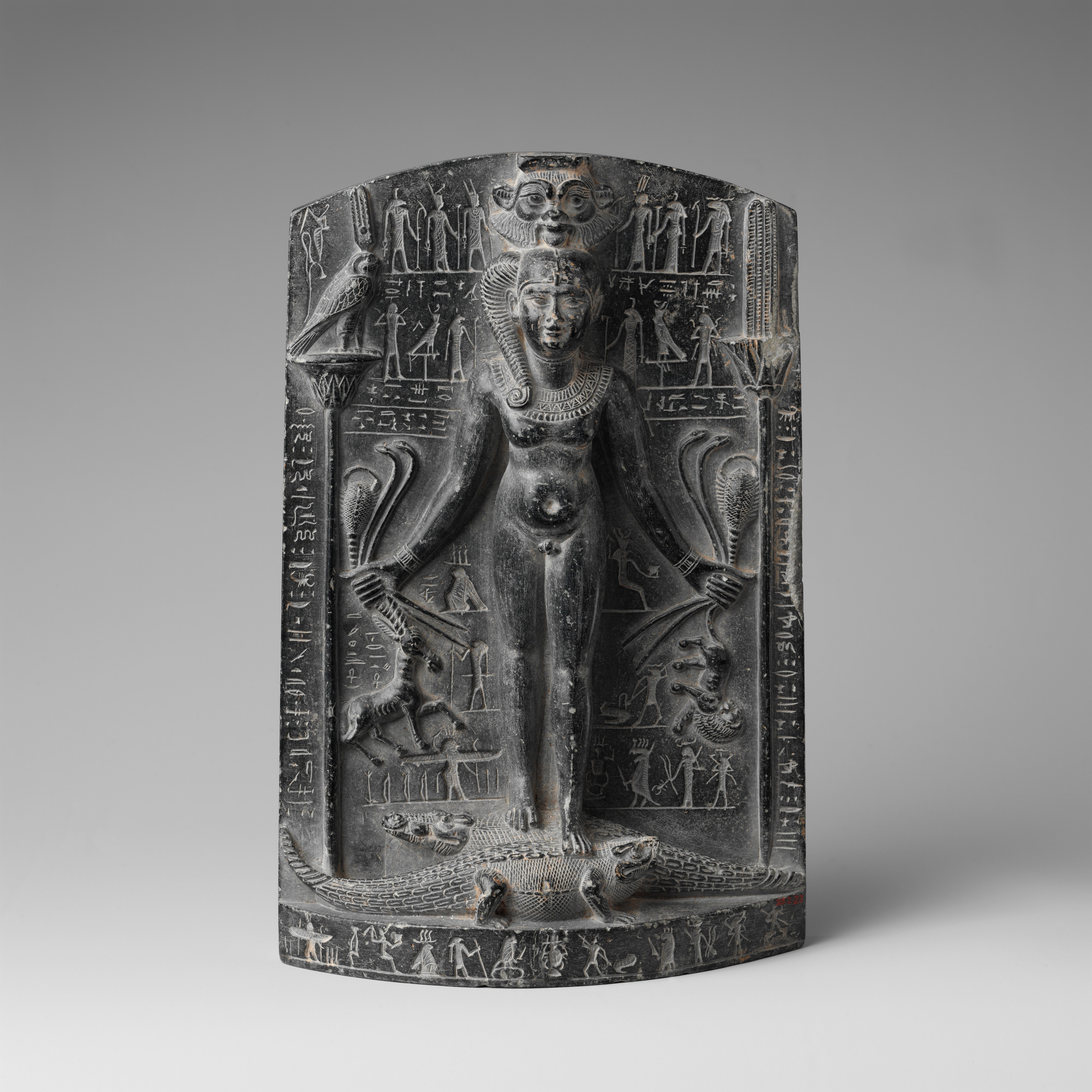
لوحة سحرية عليها نقش لحورس.

بدءا من الأسرة الثلاثين وهي الأسرة الخامسة في الفترة المتأخرة وتمتد إلى العصر البطلمي. انتشرت هذه المعابد من الدلتا إلى جزيرة فيلة. في حين كانت مصر خارج التأثير السياسى من خلال التجارة واحتلت من قبل الدول الأجنبية كانت هذه المعابد لا تزال في النمط المصري التقليدي مع القليل من التأثير الهلنستي.
كان هناك طرازات أخرى نشأت من الأسرة الثلاثين وهي الطرازات المستديرة للجسم والأطراف. هذا الطرازات المستديرة تشير إلى إعطاء الموضوعات في النحت أو الرسم تأثير أكثر واقعية. على سبيل المثال بالنسبة للنساء فإن ثديهن سوف ينتفخ ويتداخل مع الجزء العلوي من الذراع في اللوحة. في صور أكثر واقعية سيكون الرجال سمينين أو متجعدين.
قطعة أخرى من الفن شائعة بشكل متزايد خلال لوحة حورس. ظهرت لوحة حورس من أواخر عصر الدولة الحديثة والفترة المتوسطة ولكنها كانت شائعة بشكل متزايد خلال القرن الرابع قبل الميلاد حتى العصر البطلمي. وغالباً ما تصور هذه التماثيل حورس ذو حجم صغير يحمل الثعابين ويقف على نوع من الوحش الخطير. يأتي تصوير حورس من الأسطورة المصرية حيث يتم حفظ حورس الصغير من لدغة العقرب مما أدى إلى اكتسابه السلطة على كل الحيوانات الخطرة. تم استخدام هذه التماثيل «لدرء الهجمات من المخلوقات الضارة ولعلاج لدغات الثعابين ولسعات العقرب».

## عصر البطالمة

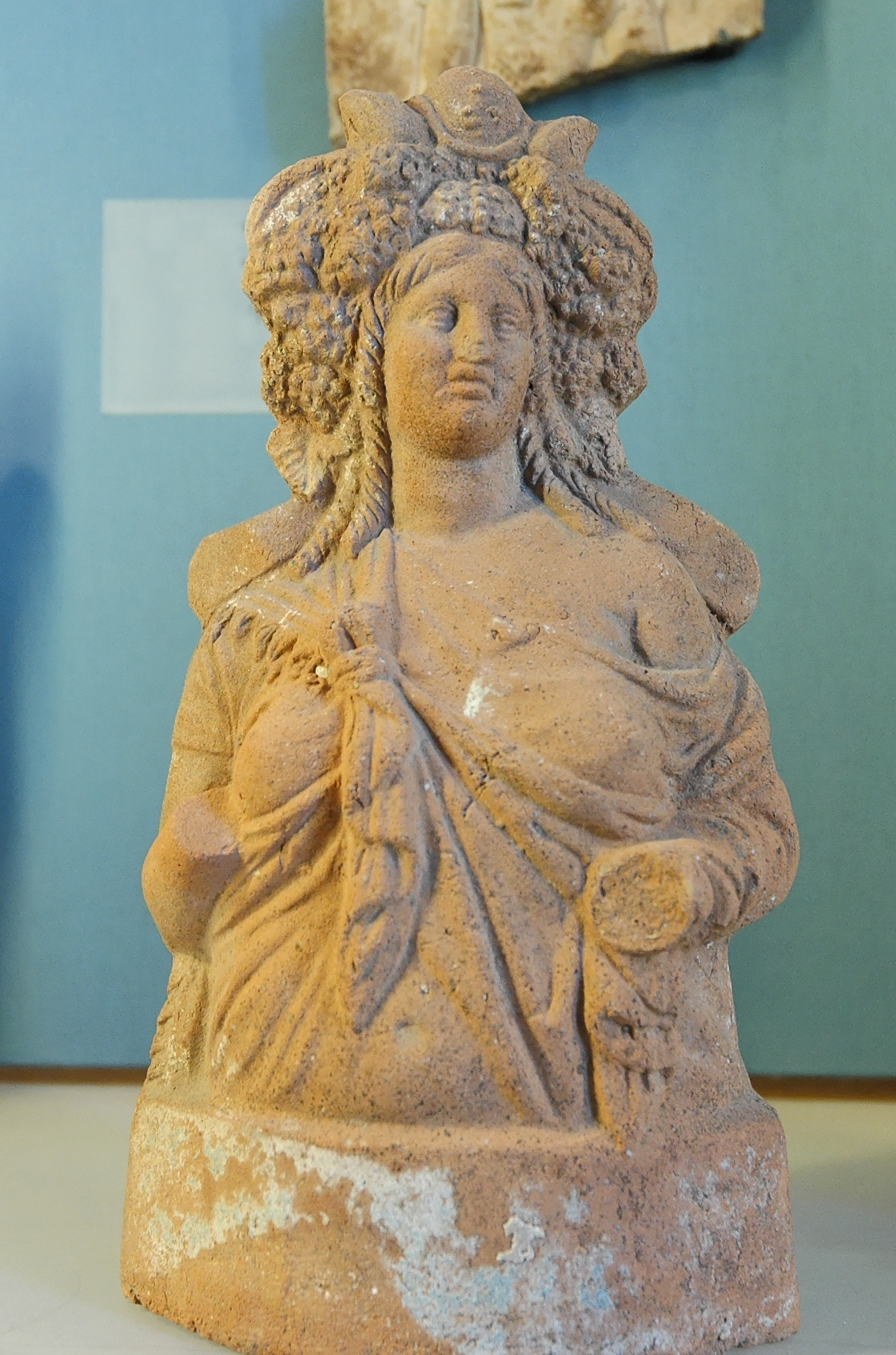
تمثال تيراكوتا من إيزيس / أفروديت.

تشمل الاكتشافات التي تمت منذ نهاية القرن التاسع عشر المحيطة بمدينة (هيراكليوم) المصرية القديمة المغمورة الآن في الإسكندرية في القرن الرابع قبل الميلاد في تصوير مثير للإعجاب ومفصل ونسوي بدلاً من تأليه لإيزيس مما يشير إلى مزيج بين المصريين واليونانيين. والأشكال الهلنستية تبدأ في وقت الفتح المصري من قبل الإسكندر الأكبر في 332-331 قبل الميلاد. لكن هذا كان غير عادي من النحت البطلمي والذي عادة ما تجنب خلط الأنماط المصرية مع الأسلوب الهلنستي العام الذي كان يستخدم في فن بلاط الأسرة البطلمية بينما استمرت المعابد في بقية البلاد باستخدام الإصدارات المتأخرة من الطرازات المصرية التقليدية. اقترح العلماء «أسلوبًا إسكندريًا» في النحت الهلنستي لكن لا يوجد في الواقع سوى القليل لتوصيله بالإسكندرية.
استُخدِم الرخام على نطاق واسع في العديد من الفنون على الرغم من أنه كان لا بد من استيراده جميعًا وتم استخدام تقنيات مختلفة لتوفير الرخام مثل جعل الرؤوس حتى من عدد من القطع واستخدام الجص للحى خلف الرؤوس والشعر. على النقيض من فن الممالك الهلنستية الأخرى فإن اللوحات الملكية البطلمية كانت عامة ومثالية مع القليل من الاهتمام بتحقيق صورة فردية للملوك البطالمة. كانت إحدى السمات المصرية هي إعطاء أهمية أكبر للملكات أكثر من الأسر الملكية الأخرى إلى ألكساندر مع عرض الزوجين الملكيين في كثير من الأحيان كزوج. وسبق ذلك في القرن الثاني حيث مارست سلسلة من الملكات بالفعل سلطة حقيقية.
في القرن الثاني بدأت تماثيل المعابد المصرية في إعادة استخدام نماذج للمحاكم، وكثيراً ما استخدمت منحوتات الكهنة أسلوبًا هيلينيستياً لتحقيق رؤوس صور مميزة بشكل فردي. تم صنع العديد من التماثيل الصغيرة مع الإسكندر الأكبر ومؤسس السلالة الملك بطليموس ونماذج لأفروديت عارية اله الجمال عند الاغريق وكانت من بين الطرازات الأكثر شيوعا وتشمل التماثيل الفخارية البوتيكات والسيدات المألوفات لنمط تمثال تاناغرا.

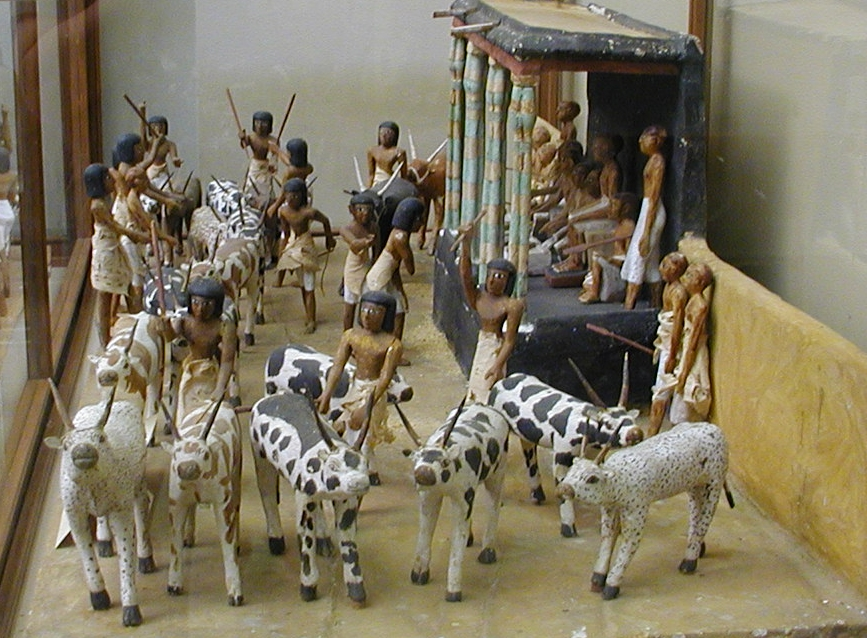
نماذج خشبية من احدى المقابر وييتضح أنه مسؤول كبير يحسب ماشيته.
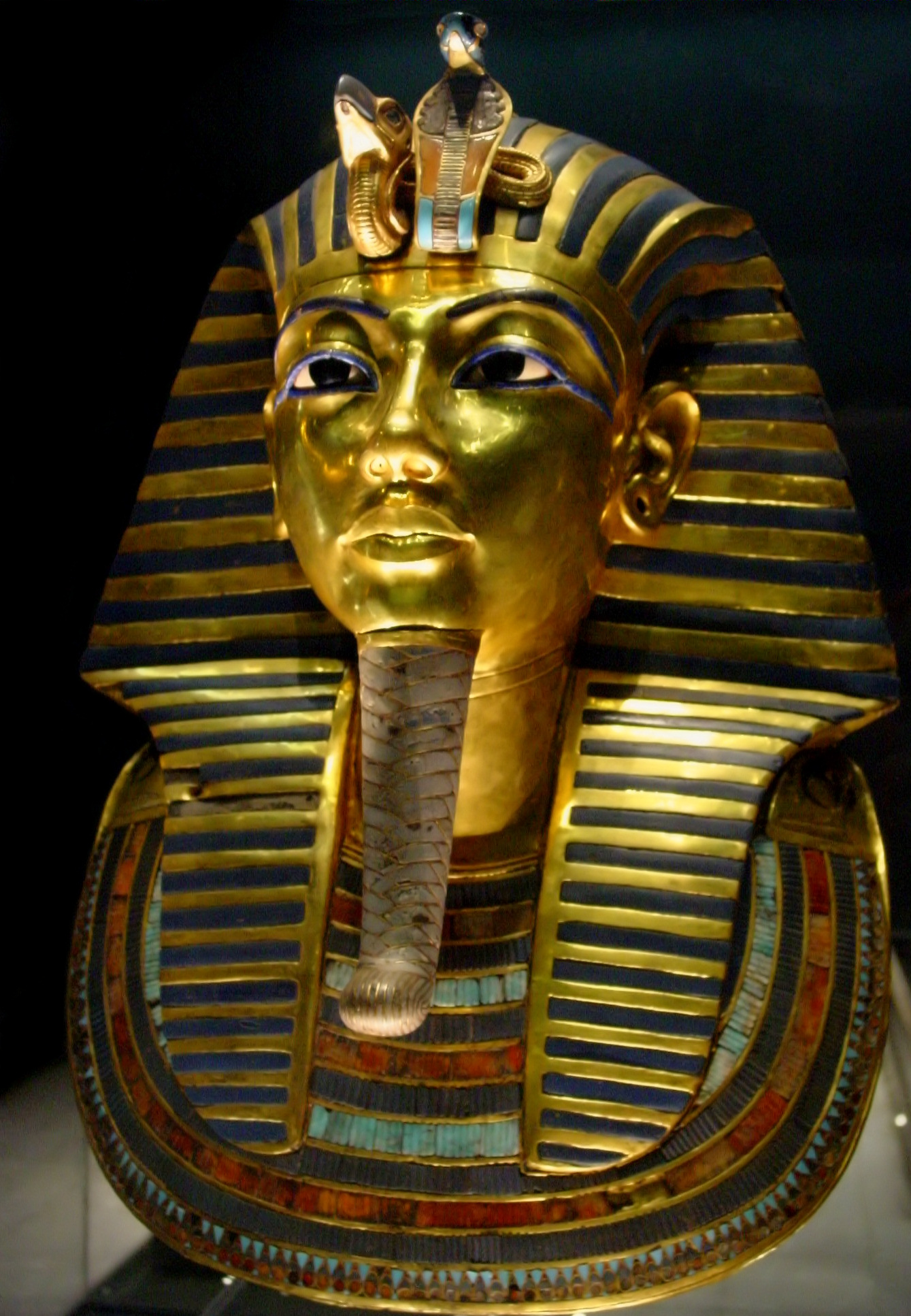
القناع الذهبي لتوت عنخ آمون أواخر العهد الثامن عشر قبل الميلاد في المتحف المصري.
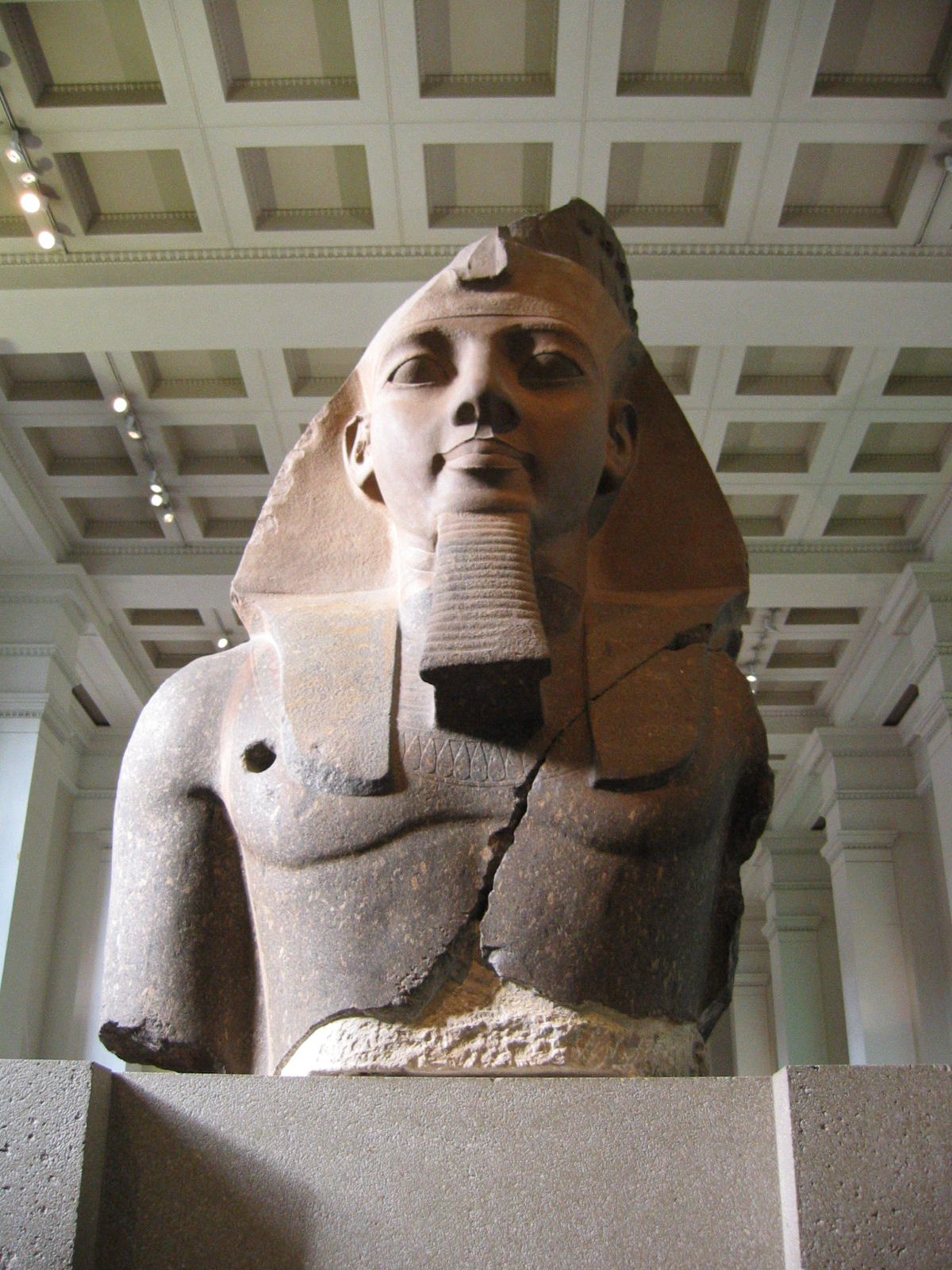
ممنون الأصغر عام 1250 قبل الميلاد في المتحف البريطاني.
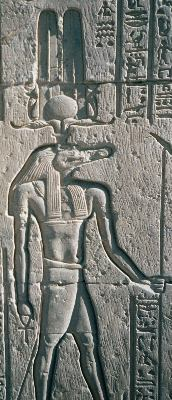
نقش بارز لإله التمساح سوبيك.
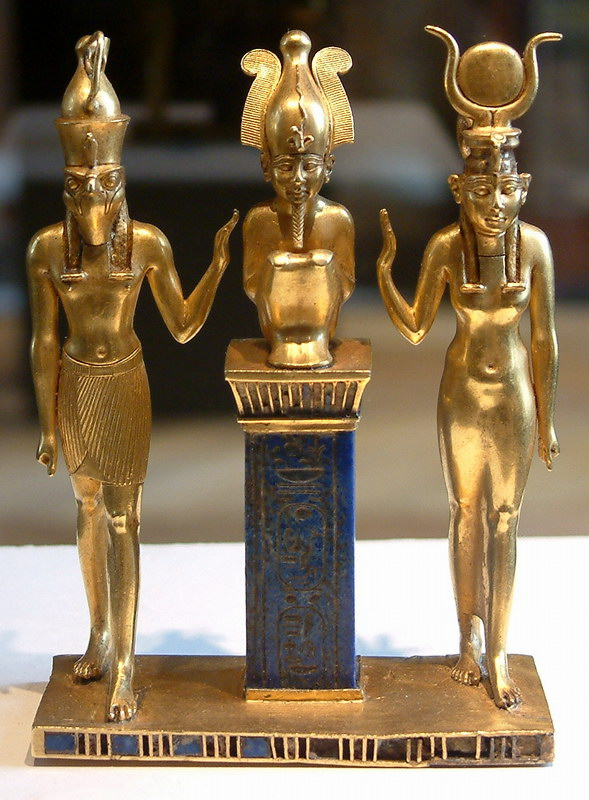
أوزوريس على عمود من اللازورد في الوسط ويحيط به حورس على اليسار وإيزيس على اليمين من الأسرة الثانية والعشرين في متحف اللوفر.
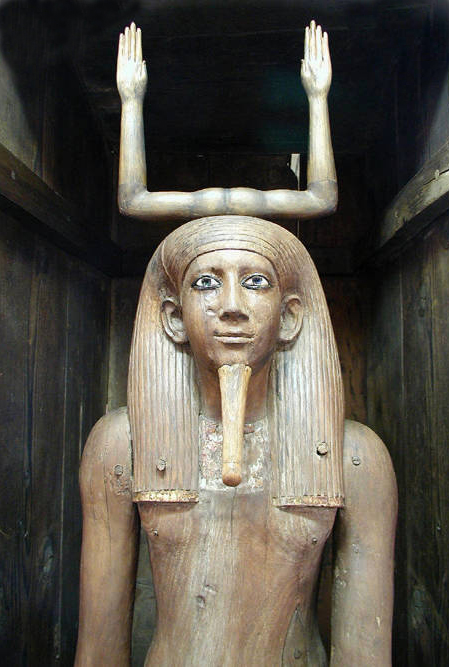
تمثال كا من المتحف المصرى بالقاهرة.
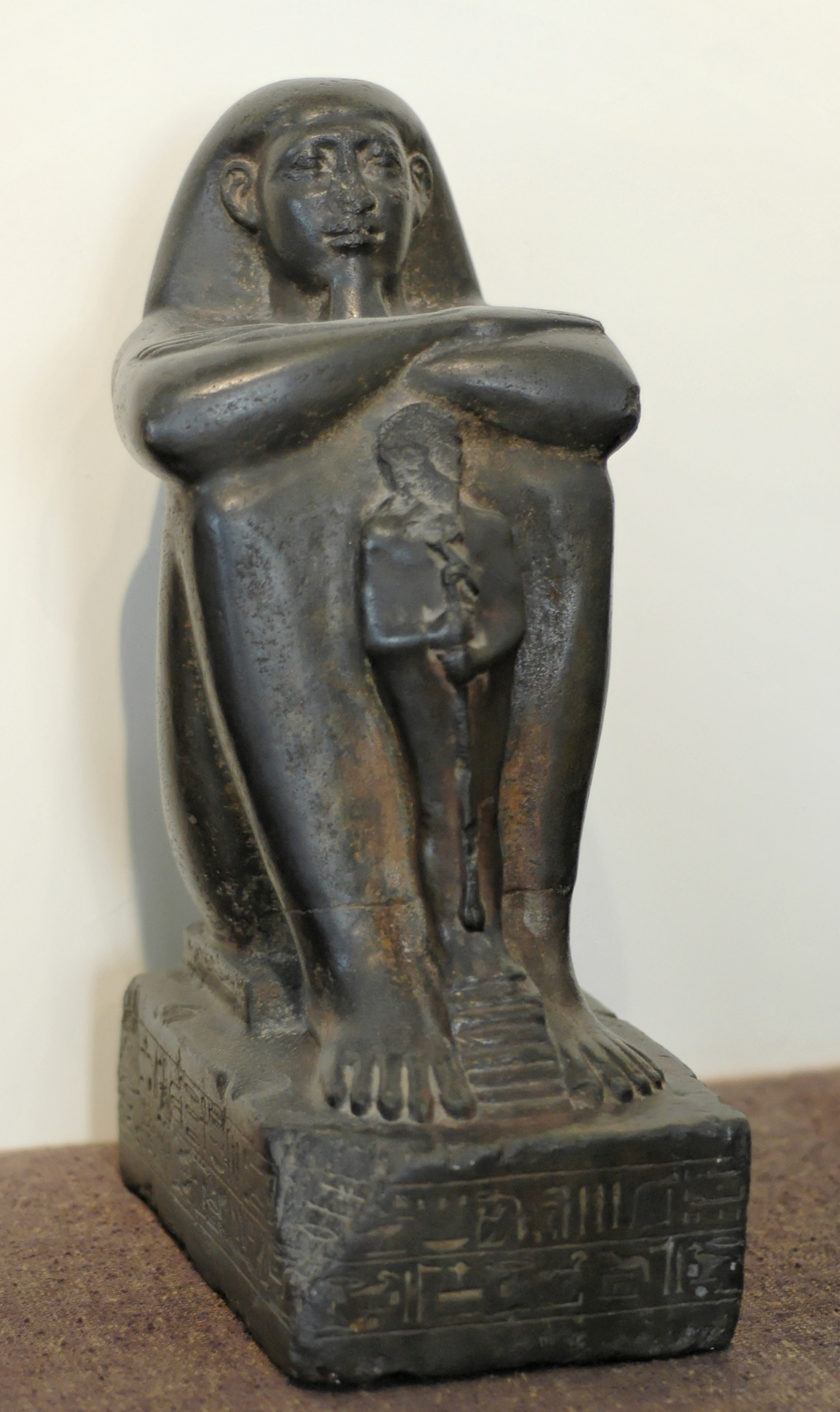
تمثال لبأ-عنخ-رع سيد السفينة ويحمل أيضا تمثال لبتاح. في العصر المتأخر (650-633 قبل الميلاد).
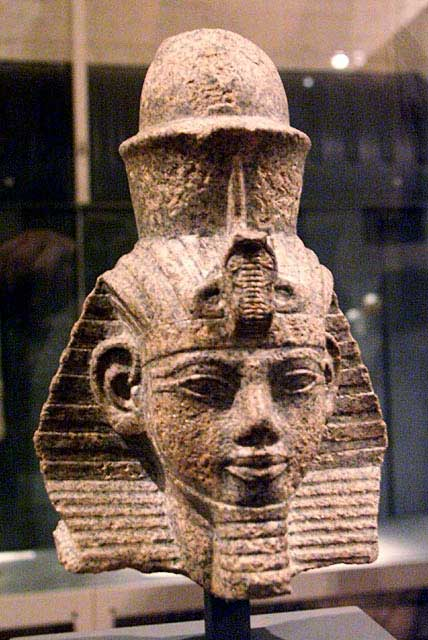
رأس منحوت لأمنحتب الثالث.
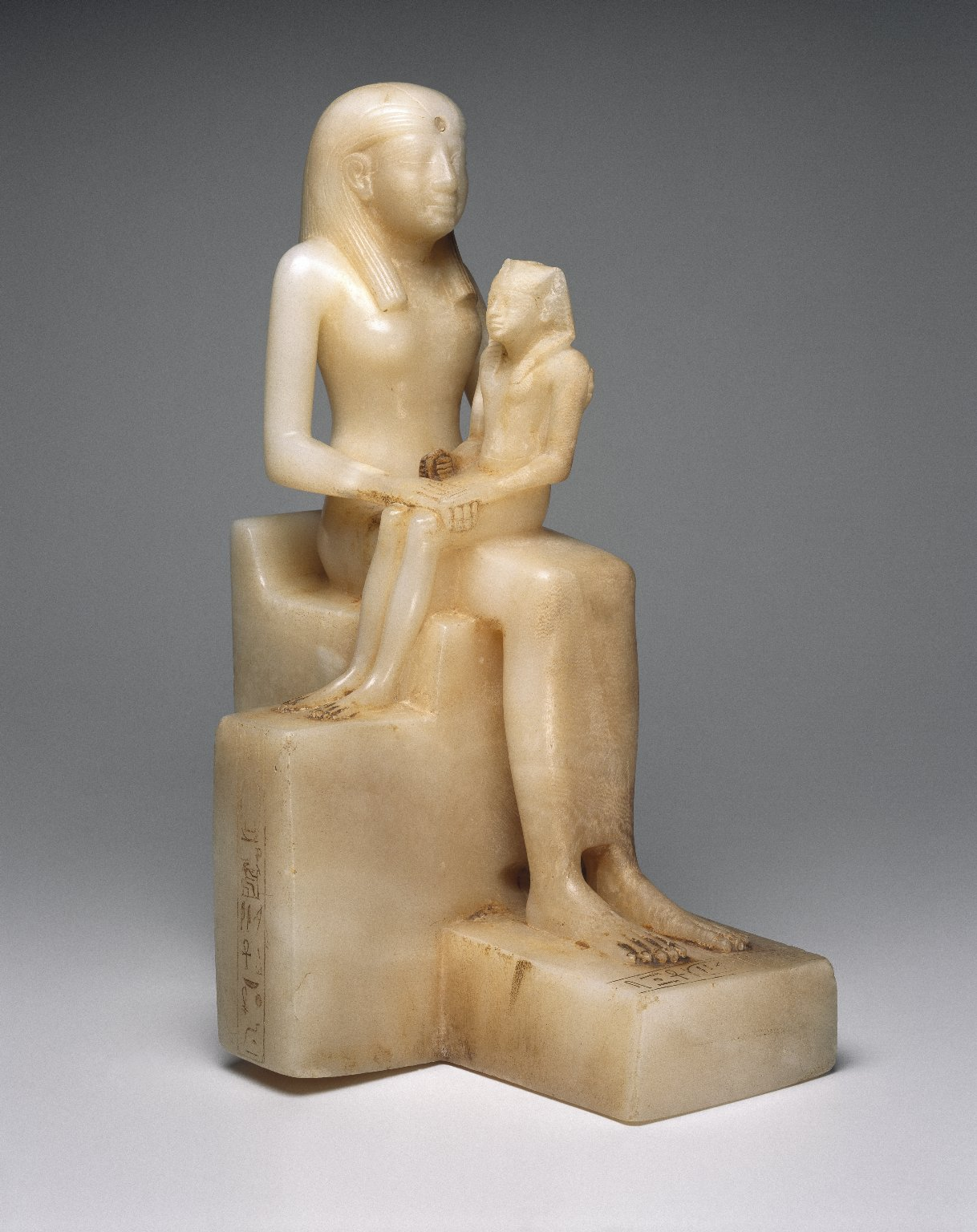
الملكة آنخنز - ميري الثانية وابنها بيبي الثاني 2200 ق.م.

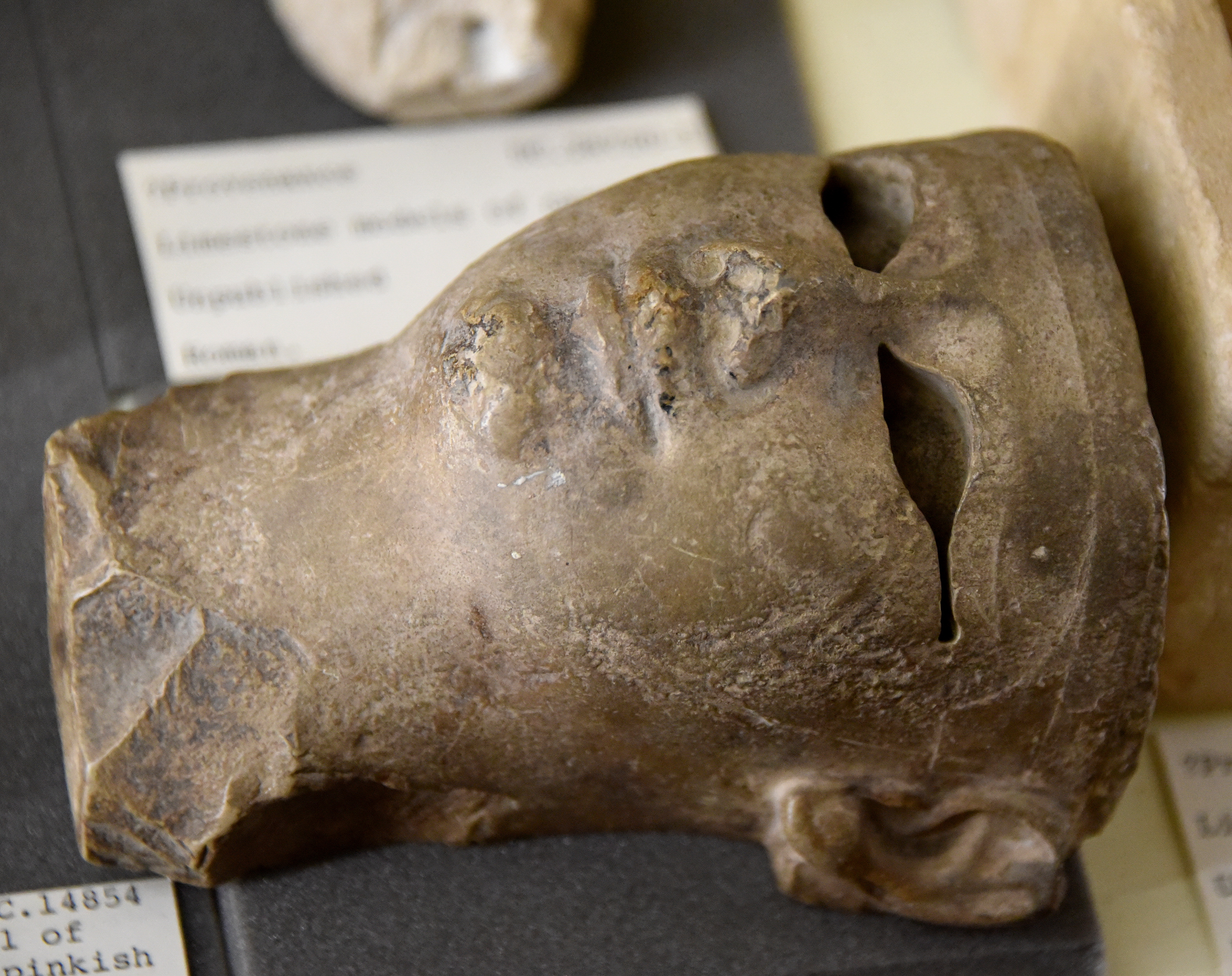
نموذج منحوت لوجه أنثى أو ربما إلهة من حجر الكلس في العصر البطلمي موجود في متحف بيتري للآثار المصرية في لندن.

## مزيد من القراءة
Hill, Marsha (2007). Gifts for the gods: images from Egyptian temples. New York: The Metropolitan Museum of Art. ISBN:9781588392312. مؤرشف من الأصل في 2018-11-19.

## وصلات خارجية
- Ancient Egyptian Art – Aldokkan
- Senusret Collection: A well-annotated introduction to the arts of Egypt